# Fuerza Aérea de Rusia
La Fuerza Aérea Militar de Rusia (en ruso: Военно-воздушные силы России, transliteración: Voyenno-vozdushnye sily Rossii) abreviada como VVS (en ruso: ВВС), es la rama aérea de las Fuerzas Armadas de Rusia y uno de los componentes de las Fuerzas Aeroespaciales de Rusia (VKS),  formadas el 1 de agosto de 2015 con la fusión de la Fuerza Aérea (VVS) y la Fuerza de Defensa Aérea (PVO) y las Fuerzas Espaciales (VK).

## Historia

### Antecedentes

#### Flota Aérea Militar Imperial (1910-1917)
Los orígenes de la aviación rusa se remontan a finales del siglo XIX, posteriormente se hicieron varios avances científicos, sin embargo, no se creó una aviación con fines militares hasta 1910, cuando el Ejército Imperial Ruso adquirió algunos aviones franceses, e inició la preparación de los primeros pilotos militares, dando origen a la Flota Aérea Militar Imperial, 
En 1913 fue construido el Sikorsky Russky Vityaz (primer biplano con cuatro motores), y el bombardero Sikorsky Ilya Muromets. El mismo año, Dmitry Pavlovich Grigorovich construyó algunos barcos voladores para la Marina Imperial de Rusia.
A principios de la Primera Guerra Mundial, Rusia tenía una fuerza aérea solo superada por la francesa, aunque solo se utilizaba para reconocimiento y coordinación del fuego artillero, pero en diciembre de 1914, un escuadrón de bombarderos Sikorsky Ilya Muromets se utilizó contra los ejércitos de la Alemania imperial y el Imperio austrohúngaro.
Para 1915, la Fuerza Aérea Imperial, formaba parte del Cuerpo de Ingenieros, siendo una rama separada del ejército, bajo el mando directo de la Stavka.
Sin embargo, la guerra no iba bien para Rusia, y después de los significativos reveses en el Frente Oriental, y el colapso económico, la producción de aviones militares ya no era equiparable al resto de potencias. 
La Fuerza Aérea se convirtió con el triunfo de la revolución en la Fuerza Aérea Soviética.

#### Fuerzas Aéreas Soviéticas (1918-1991)
Tras el triunfo de la Revolución Bolchevique, la rama aérea del Ejército Rojo pasaron a ser las Fuerzas Aéreas Soviéticas (1918-1991), que estuvieron divididas en dos servicios:
La Fuerza de Defensa Aérea (PVO) con tareas de defensa del espacio aéreo compuesta de cazas de superioridad aérea, interceptores y misiles antiaéreos , establecida en 1932; y la Aviación Frontal (FA) , destinada al ataque a tierra y apoyo de fuego a las tropas terrestres, que contaba con bombarderos, aviones de asalto, cazas polivalentes y transportes. 
Esta estructura fue recibida por la Federación de Rusia tras la desintegración de la URSS.
La Marina de Guerra Soviética tenía su propia rama aérea independiente, la Aviación Naval Soviética, cuya sucesora es la Aviación Naval de Rusia (MA-VMF)

### La herencia soviética (1991-1997)
Después de la disolución de la Unión Soviética en sus quince repúblicas constituyentes el 25 de diciembre de 1991, las aeronaves y el personal de las Fuerzas Aéreas Soviéticas se dividieron entre los nuevos estados independientes durante 1992. 

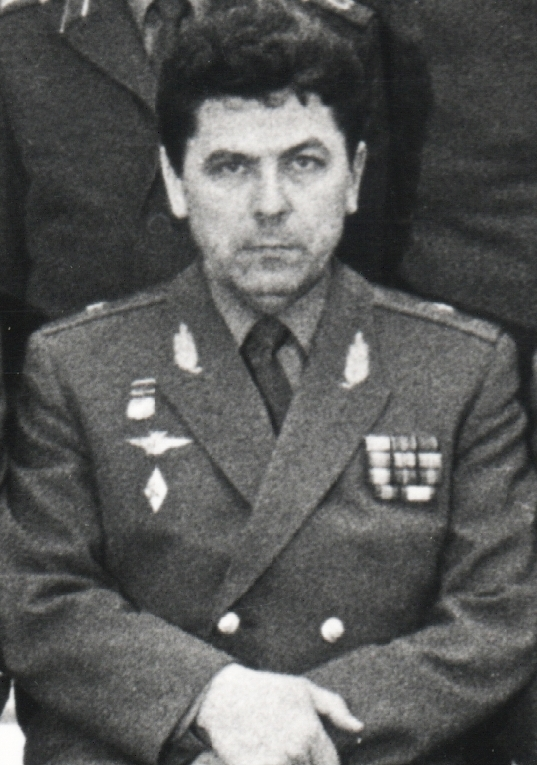
Coronel general Pyotr Deynekin, comandante de la Fuerza Aérea de Rusia (1991-1998)

El coronel general Pyotr Deynekin, ex vicecomandante en jefe de las Fuerzas Aéreas Soviéticas, se convirtió en el primer comandante en jefe de la nueva organización el 24 de agosto de 1991. 
La Federación de Rusia recibió la mayoría de los aviones de combate más modernos y el 65 % del personal militar. Los principales comandos de la antigua VVS soviética: la Aviación de Largo Alcance , la Aviación de Transporte Militar y la Aviación Frontal se renombraron, con pocos cambios, en los comandos VVS rusos. Sin embargo, muchos regimientos, aviones y personal fueron reclamados por las repúblicas en las que se basaban, formando el núcleo de las nuevas fuerzas aéreas de las repúblicas. Algunos aviones en Bielorrusia y Ucrania (ocho bombarderos estratégicos Tu-160) fueron devueltos a Rusia, a veces a cambio de reducciones de deuda, así como una división de Aviación de Largo Alcance con base en Dolon en Kazajistán. 
Durante la década de los años 90, la restricción financiera sufrida por de las Fuerzas Armadas dejó su huella en las también Fuerzas Aéreas también. Los pilotos y otro personal a veces no pudieron obtener sus salarios durante meses, y en ocasiones recurrieron a medidas desesperadas: cuatro pilotos de MiG-31 en Yelizovo en el Lejano Oriente se declararon en huelga de hambre en 1996 para exigir un pago retroactivo que vencía varios meses, y el problema solo se resolvió desviando el dinero de la unidad destinado a otras tareas. Como resultado de los recortes, la infraestructura se deterioró también, y en 1998, el 40% de los aeródromos militares necesitaban reparación.
La VVS participó en la Primera Guerra de Chechenia (1994-1996) y la Segunda Guerra de Chechenia (1999-2002). Estas campañas presentaron serias dificultades para la VVS, incluyendo el terreno, la falta de objetivos fijos significativos y los insurgentes armados con misiles SAM Seeger y Strela-2M.

### La fusión de las Fuerzas Aéreas (1998-2008)
Las antiguas Fuerzas de Defensa Aérea Soviéticas (PVO) permanecieron independientes durante varios años bajo el control ruso, fusionándose finalmente con la Fuerza Aérea (Aviación Frontal) en 1998. El 16 de julio de 1997, el presidente Boris Yeltsin emitió el decreto de la fusión de las dos ramas de las Fuerzas Aéreas rusas. 
Durante 1998 se disolvieron 580 unidades y formaciones. 134 se reorganizaron y más de 600 obtuvieron una nueva jurisdicción. La redistribución de las fuerzas afectó al 95% de las aeronaves, al 98% de los helicópteros, al 93% de los complejos de misiles antiaéreos, al 95% del equipo de las tropas radio técnicas, al 100 % de los misiles antiaéreos y al 60% del armamento de la aviación. Más de 600.000 toneladas de material cambiaron de ubicación y 3500 aviones cambiaron de aeródromo. Los aviones de la Aviación de Transporte Militar, llevaron a más de 40.000 familias a nuevas áreas de residencia. 

Distritos militares de Rusia en 2001
Distrito Militar de Leningrado
Distrito Militar de Moscú
Distrito Militar del Caúcaso Norte
Distrito Militar del Volga-Urales
Distrito Militar Siberiano
Distrito Militar del Extremo Oriente
Región Especial de Kaliningrado

Las antiguas fuerzas de Aviación Frontal y Defensa Aérea se fusionaron como ejércitos combinados de la Fuerza Aérea y de Defensa Aérea (VVS i PVO) bajo el mando de cada Distrito Militar. Dos ejércitos aéreos, el 37° Ejército Aéreo (Aviación de Largo Alcance) y el 61° Ejército Aéreo (Aviación de Transporte Militar) quedaron directamente bajo el Comando Central.
Se redujeron los antiguos 8 distritos soviéticos a 7 en 1998 al fusionarse los distritos de Transbaikal y Siberia y luego a 6 en 2001 tras la fusión de los distritos del Volga y el de los Urales, con la supresión de dos ejércitos (23ºE. y 4ºE.VPO) y muchas de sus unidades. Además el componente aéreo en la Región Especial de Kaliningrado estaban subordinado a la Flota del Báltico.
- 6º Ejército VVS i PVO San Petersburgo (Distrito Militar de Leningrado)
- 16º Ejército VVS i PVO Moscú (Distrito Militar de Moscú)
- 4º Ejército VVS i PVO Rostov del Don (Distrito Militar del Cáucaso Norte)
- 5º Ejército VVS i PVO Ekaterimburgo (Distrito Militar del Volga-Urales)
- 14º Ejército VVS i PVO Chita (Distrito Militar Siberiano)
- 11º Ejército VVS i PVO Jabárovsk (Distrito Militar del Extremo Oriente)

El número de militares en la Fuerza Aérea se redujo del anterior número combinado de 318.000 a aproximadamente 185.000, donde 130.000 puestos fueron abolidos, incluyendo casi 1.000 puestos de coronel. La renuncia de otros 3.000 militares incluía, entre otros, 46 puestos de general, de los cuales 15 eran coroneles generales. 

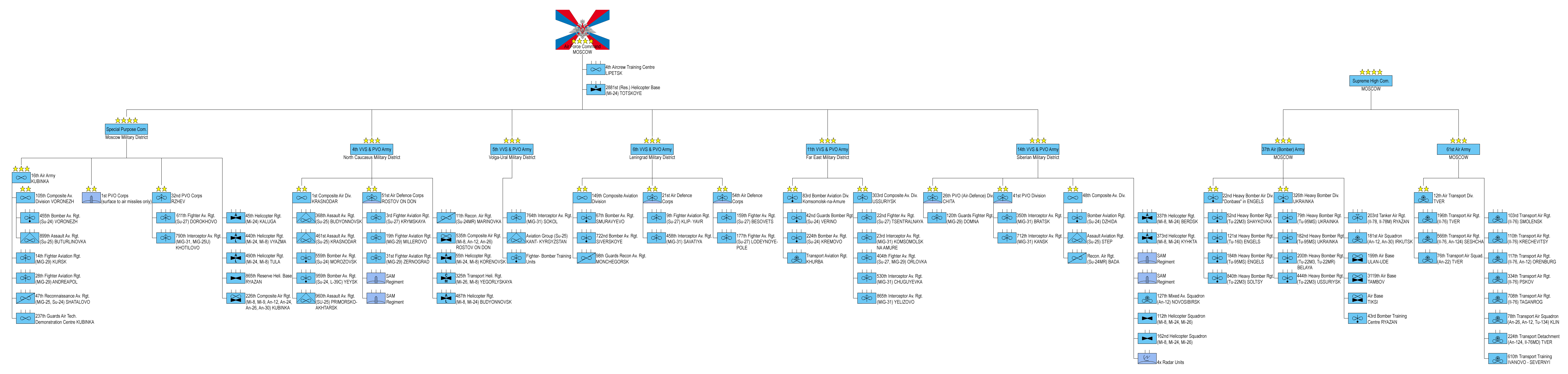
Estructura aproximada de la Fuerza Aérea de Rusia 2002 (pulsar para agrandar)

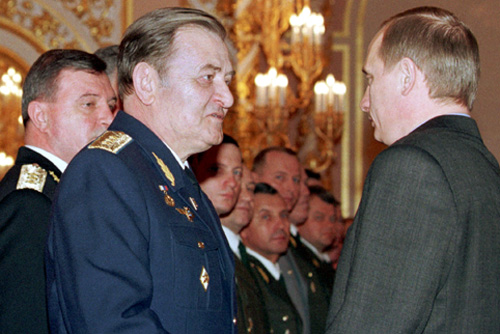
Anatoli Konkov, comandante de la Fuerza Aérea rusa (1998-2002)

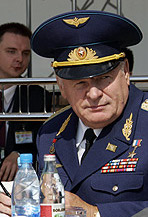
Vladímir Mijailov, comandante de la Fuerza Aérea rusa (2002-2007)

El 29 de diciembre de 1998, el coronel general Anatoli Konkov, ex oficial de las Fuerzas de Defensa Aérea y nuevo comandante en jefe de la fuerza fusionada, sucediendo a Piotr Deynekin, informó al ministro de Defensa ruso que la tarea se había "cumplido en principio". El general Kornilov estableció la nueva sede de la fuerza en Zarya, cerca de Balashikha (en ruso: Заря - микрорайон Балашихи), a 20 km al este del centro de Moscú, en el antiguo puesto de mando central de la PVO, desde donde se dirige el sistema de defensa aérea común de la CIS.
En 1999, Vladímir Putin se convirtió en primer ministro de Rusia y luego presidente en 2000; continuó manteniendo ambas oficinas desde entonces. 
En 2002 Anatoli Konkov fue sustituido jefe de la Fuerza Aérea por el general Vladímir Mijailov que puso en marcha varios programas de modernización de la flota de aeronaves que se limitaron a dos regimientos de caza de Su-27SM a partir de 2004 y un regimiento de bombarderos Su-24M2 a partir de 2006, ambos para el Lejano Este, que no tuvieron continuidad, y también se inició el programa más exitoso de modernización del avión de asalto Su-25SM con tres escuadrones a partir de 2006, el primero de los cuales participó en la Guerra de Georgia en 2008.
La única nueva adquisición reseñable fue el contrato en 2006 para la compra de los primeros cinco bombarderos tácticos Su-34,  cuyo programa, heredado de la URSS, fue relanzado tras casi 15 años de parálisis. Los dos primeros Su-34 fueron entregados a la VVS en diciembre de 2006.
Absorción de la Aviación del Ejército
En diciembre de 2003, los activos de aviación de las Fuerzas Terrestres de Rusia, principalmente helicópteros, fueron transferidos a la VVS, tras el derribo de un helicóptero Mi-26 en Chechenia el 19 de agosto de 2002, que cobró 19 vidas. La antigua Aviación del Ejército en su forma anterior, estaba destinada al apoyo directo de las Fuerzas Terrestres, proporcionando su apoyo aéreo táctico, realizando reconocimiento aéreo táctico, transportando tropas aéreas, proporcionando apoyo de fuego a sus acciones, guerra electrónica , establecimiento de barreras de campo de minas y otras tareas. La antigua Aviación del Ejército fue dirigida posteriormente por el Jefe del Departamento de Aviación del Ejército.
Operatividad
Durante la década de 2000, las Fuerzas Aéreas continuaron sufriendo la falta de recursos para la capacitación de pilotos. Al final de la década de los 90, los pilotos rusos lograron aproximadamente el 10% de las horas de vuelo de la Fuerza Aérea de los Estados Unidos . La edición de 2007 del Instituto Internacional de Estudios Estratégicos (IISS) incluyó que pilotos militares de aviación táctica que volaban 20-25 horas al año, pilotos del 61.er Ejército del Aire (antigua Aviación de Transporte Militar), 60 horas al año, y Aviación del Ejército bajo control VVS 55 horas al año.
En 2007, la Fuerza Aérea rusa retomó la práctica de la era soviética de desplegar sus aviones de bombardero estratégico en patrullas de largo alcance. Esto puso fin a una suspensión unilateral de 15 años debido a los costos de combustible y otras dificultades económicas surgidas tras el colapso de la Unión Soviética. Se restablecieron las patrullas hacia el Polo Norte, el Atlántico y el Océano Pacífico, lo que hizo que los aviones a menudo estuvieran cerca del territorio de la OTAN, incluso en una ocasión sobrevolando el Mar de Irlanda entre el Reino Unido e Irlanda. 
Durante la Guerra de Osetia del Sur de 2008 , se llegaron a estrenar en combate los nuevos Su-34 y Su-25SM, aunque la Fuerza Aérea rusa sufrió la pérdida de seis aviones debido a los disparos de la artillería antiaérea de Georgia .

### Reforma de 2009

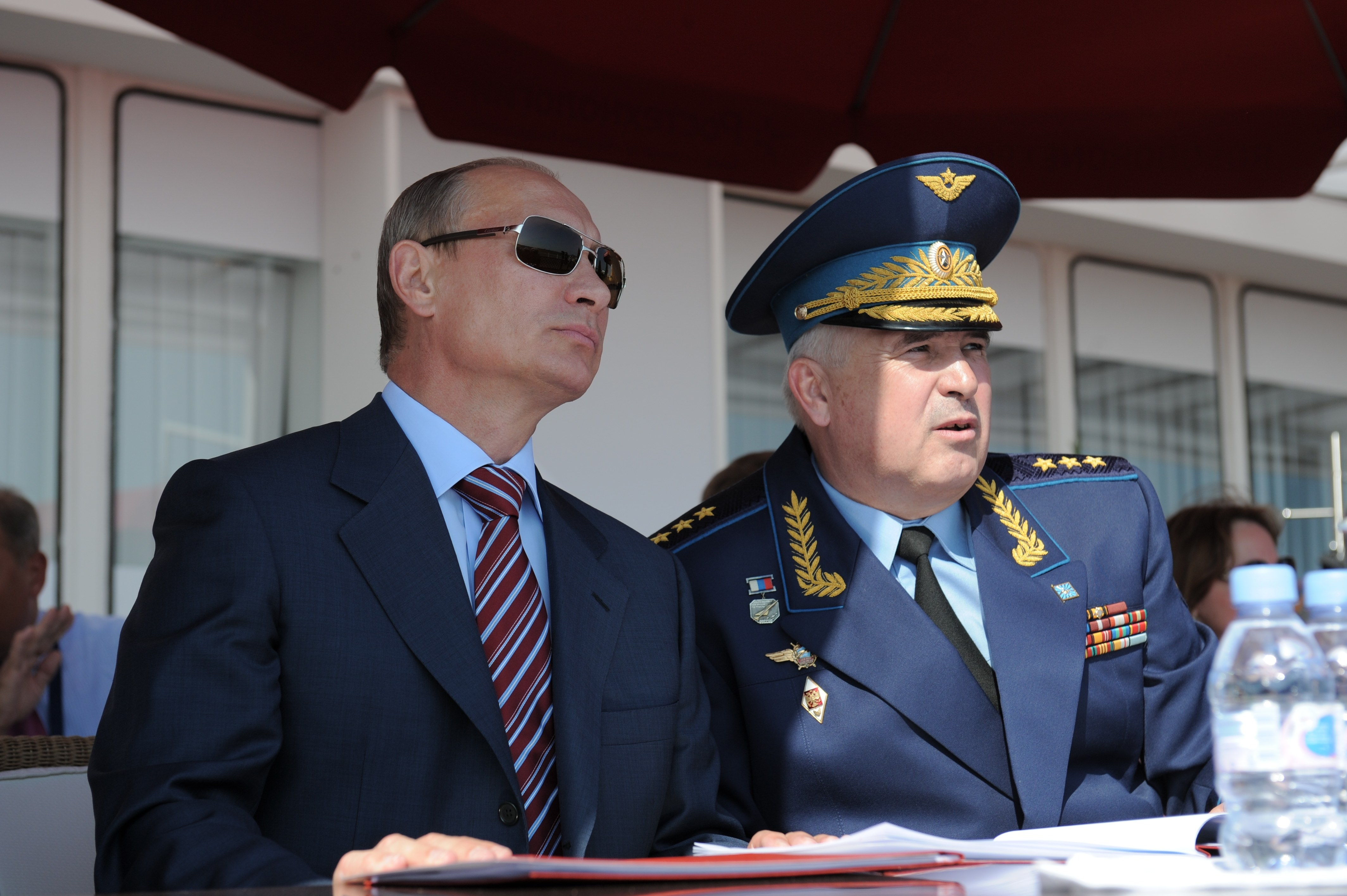
Aleksandr Zelin con el primer ministro Vladímir Putin en el MAKS de 2011

Distritos militares de Rusia a partir de 2010
Distrito Militar Oeste
Distrito Militar Sur
Distrito Militar Centro
Distrito Militar Este

Las reformas militares rusas se anunciaron inmediatamente después de la Guerra de Georgia de agosto de 2008, durante el mandato del nuevo presidente Dmitri Medvédev, dirigidas por el jefe de la Fuerza Aérea Alexandr Zelin, y que según los expertos occidentales tenían la intención de abordar muchas deficiencias descubiertas como resultado de las acciones bélicas desarrolladas durante el conflicto.
Estos cambios hacían frente a la fuerte reducción por obsolescencia y falta de mantenimiento del número total de aeronaves en servicio. Se fusionaron dos o tres regimientos de dos escuadrones en uno solo de tres escuadrones, reduciendo el número de escuadrones y regimientos casi a la mitad. 
Paralelamente se empezó a planificar la sustitución escalonada de los aparatos soviéticos por otros rusos de nuevo y más avanzado diseño, como los Su-34 y Su-35S, que empezaron a entrar en las filas de la Fuerza Aérea a finales de la década del 2000 y principios de la década del 2010. También se potenciaron programas de modernización de MiG-31BM , Su-25SM y otros aviones como los de transporte An-124 y los bombarderos estratégicos Tupolev Tu-160 para prolongar la vida operativa de una parte de la flota aérea de Rusia.
Las reformas comenzaron a principios de 2009, por las cuales los ejércitos aéreos fueron reemplazados por comandos de Distrito Militar y la mayoría de los regimientos aéreos se fusionaron para convenirse en unidades denominadas "Bases Aéreas" (AvB) y "Bases de Aviación del Ejército" (AAB). Aviation Week & Space Technology confirmó que la reorganización se completaría en diciembre de 2009 y vería una reducción del 40 por ciento en el número de tripulaciones.
Los comandos principales establecidos en 2009 eran:
- Comando Central: Moscú
- Primer Comando de la Fuerza Aérea: San Petersburgo - Distrito Militar Oeste
- Segundo Comando de la Fuerza Aérea: Ekaterimburgo - Distrito Militar Centro
- Tercer Comando de la Fuerza Aérea: Jabárovsk - Distrito Militar Este
- Cuarto Comando de la Fuerza Aérea: Rostov del Don - Distrito Militar Sur
- Comando de la Aviación de Largo Alcance: Sarátov
- Comando de la Aviación de Transporte Militar: Tver

También en septiembre de 2009 se informó que la Federación de Rusia y Bielorrusia establecerían una red en Europa del Este del Sistema de Defensa Aérea Conjunta de la CEI . Esta red estaba destinada a proteger el espacio aéreo de los dos países tal como se define en el tratado supranacional del Estado de la Unión de 1999. Su composición planificada era incluir cinco unidades de la Fuerza Aérea, 10 unidades antiaéreas, cinco unidades de servicio técnico y soporte y una unidad de guerra electrónica. Debía ponerse bajo el mando de un comandante sénior de la Fuerza Aérea rusa o Bielorrusa o de la Fuerza de Defensa Aérea. 
De acuerdo con las instrucciones del Estado Mayor General de las Fuerzas Armadas el 1 de septiembre de 2011, los aviones no tripulados de la VVS y el personal que los opera se transfirieron bajo la estructura de mando de las Fuerzas Terrestres de Rusia .
Operatividad
En febrero de 2009, el periódico ruso Kommersant informó que cerca de 200 de los 291 MiG-29 entonces en el inventario de la Fuerza Aérea rusa eran inseguros y tendrían que ser dejados en el suelo permanentemente . Esta acción eliminaría del servicio a alrededor de un tercio de la fuerza de combate total de Rusia, unos 650 aviones. 
El 5 de junio de 2009, el Jefe del Estado Mayor, Nikolai Makarov dijo de la Fuerza Aérea de Rusia que "solo pueden realizar misiones de bombardeo durante el día con el sol brillando, pero de todos modos pierden sus objetivos". El mayor general Pavel Androsov dijo que los bombarderos de largo alcance de Rusia serían mejorados a partir de 2009 con el objetivo de poder atacar a 20 metros de sus objetivos.
En julio de 2010, los aviones de combate rusos realizaron los primeros vuelos directos desde la Rusia europea al Lejano Oriente ruso. Para agosto de 2010, según el comandante en jefe de la Fuerza Aérea rusa Alexandr Zelin (entrevista a la estación de radio Ekho Moskvy , 14 de agosto de 2010), el promedio de horas de vuelo de un piloto en la aviación táctica rusa había llegado a los 80 horas al año, mientras que en la Aviación Estratégica y la Aviación de Transporte Militar superó las 100 horas al año.
El 15 de agosto de 2010, la Fuerza Aérea rusa dejó temporalmente en tierra su flota de aviones de asalto Su-25 para llevar a cabo una investigación sobre un accidente que ocurrió durante una misión de entrenamiento. El Ministerio de Defensa ruso dijo que el avión se estrelló el 6 de agosto de 2010, a 60 km al noroeste de la base aérea Step-Olovyannaya en Siberia , según RIA Novosti
A partir de 2012, la Fuerza Aérea rusa explotó un total de 61 bases aéreas, incluidas 26 bases aéreas con aviones tácticos, de los cuales 14 están equipados con aviones de caza. En términos de horas de vuelo, los pilotos en el Distrito Militar Occidental promediaron 125 horas durante el año de entrenamiento de 2012. Los pilotos de la base aérea de Kursk lograron un promedio de 150 horas, con una aviación de transporte de 170 horas.

### La reconstrucción (2012-2020)

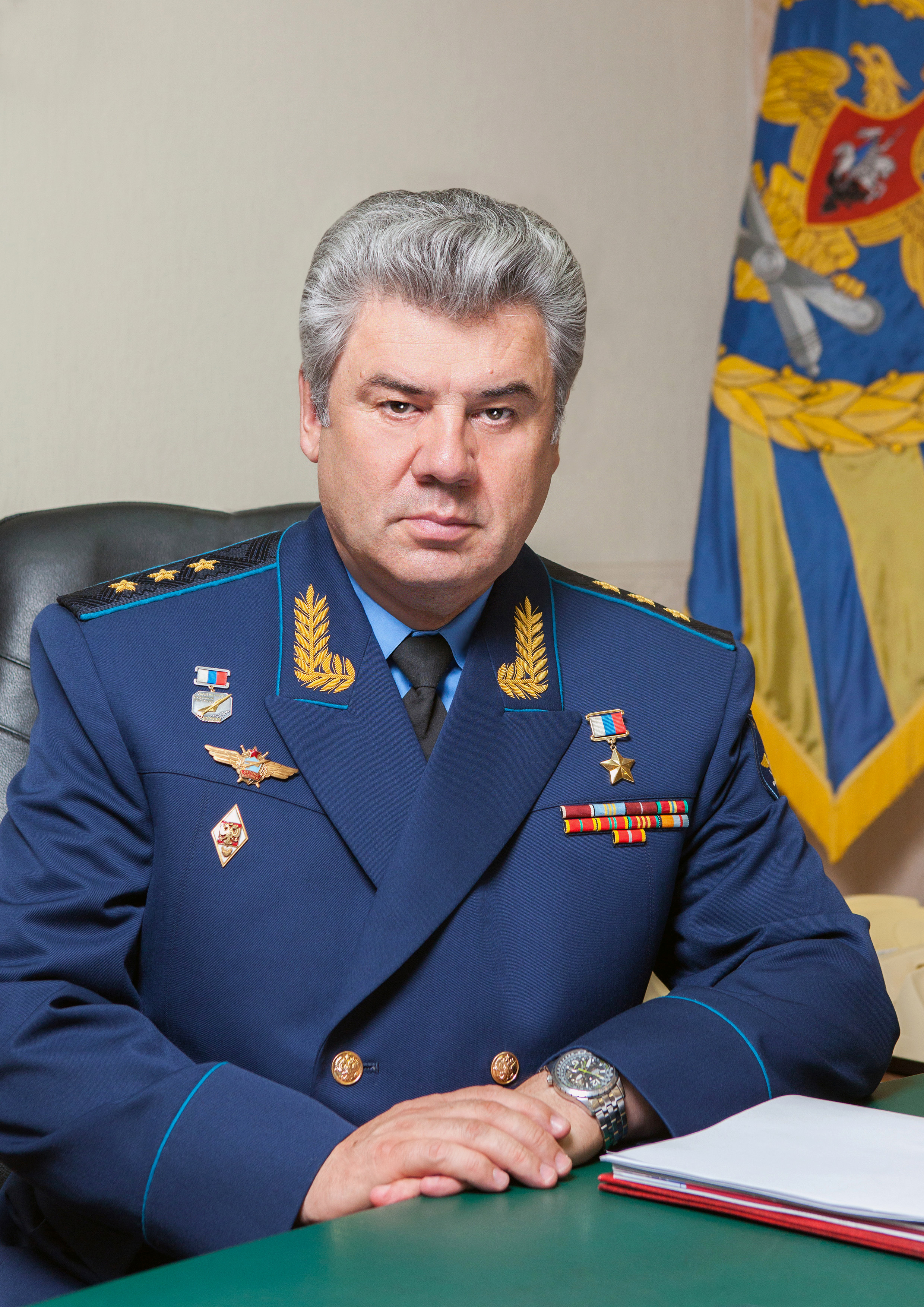
Viktor Bondarev, jefe de la Fuerza Aérea de Rusia desde 2012

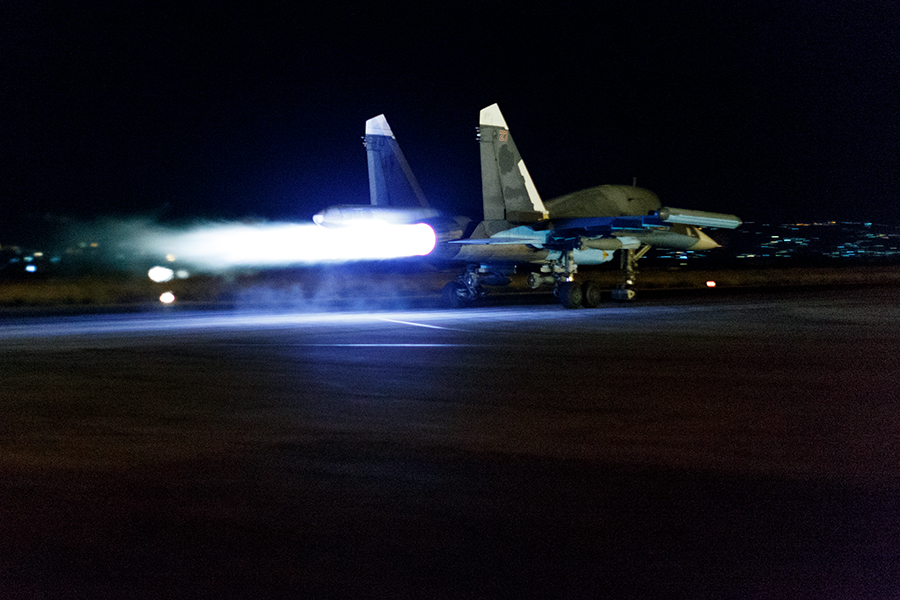
Su-34 en misión nocturna despegando de la base de Jmeimim

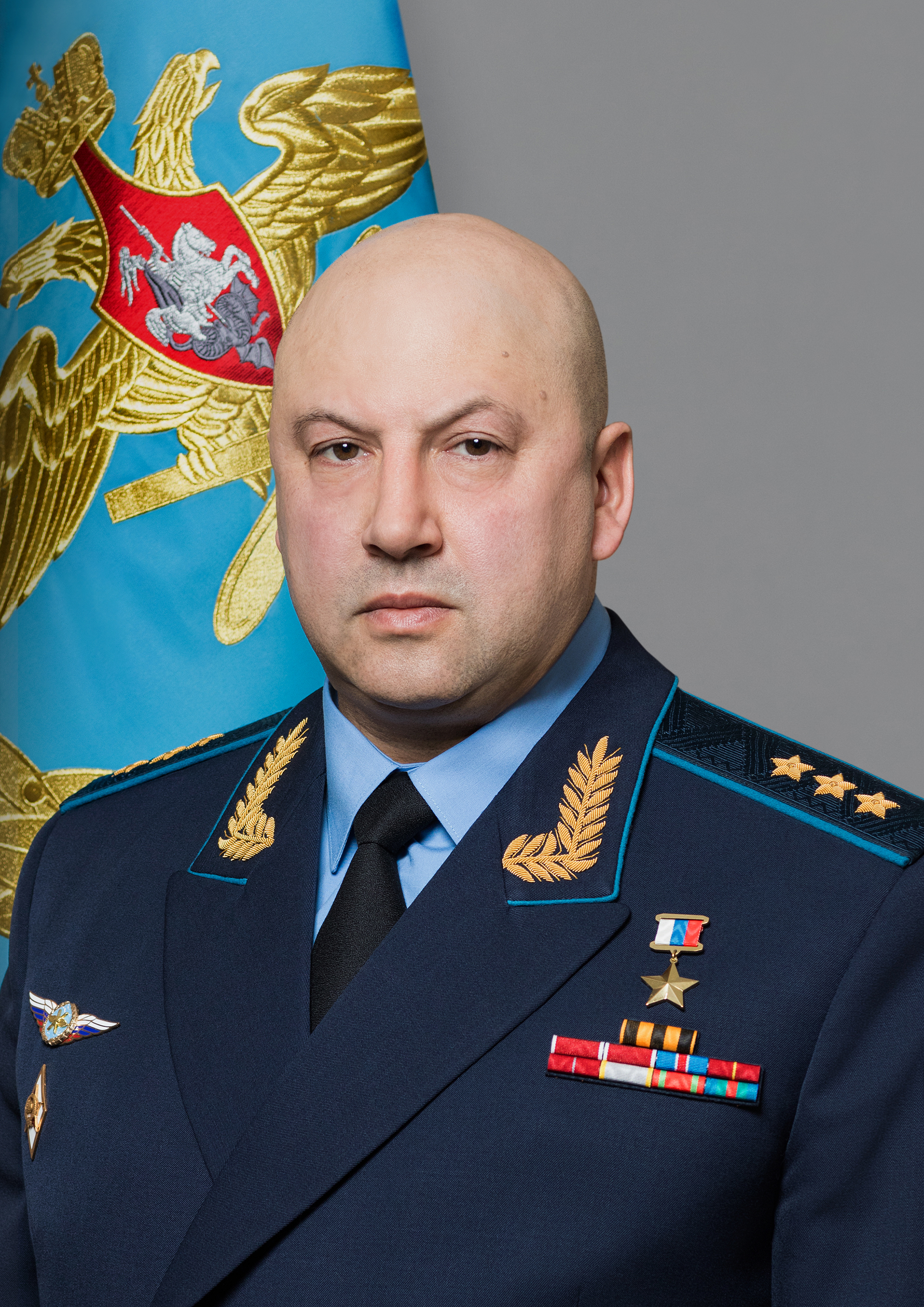
Sergey Surovikin, jefe de las VKS desde 2017

El cambio de gabinete en 2012 trajo una nueva reforma militar a gran escala y de larga duración, que invirtió el rumbo de las anteriores, promovida por el ministro de Defensa entrante Serguéi Shoigú, nombrado por el otra vez electo presidente Vladímir Putin.
El nuevo comandante de la Fuerza Aérea Viktor Bondarev abordó la tarea de modernizar en profundidad y reconstruir la por entonces menguada Fuerza Aérea con un ambicioso plan de adquisición de nuevo equipamiento militar (aviones, helicópteros , misiles antiaéreos,etc) para el ciclo hasta 2020 que continuaba e incrementaba el plan anterior de adquisiciones de 2011, asimismo un plan de reconstrucción de las bases aéreas principales y también una nueva reforma de la estructura de las Fuerzas Aéreas.
Una de las medidas más importantes a finales de 2012 fue la decisión de la sustitución de los regimientos que operaban el obsoleto MiG-29 con la adquisición del Su-30SM,  en detrimento del entonces en desarrollo MiG-35 , cuya posible adquisición se posponía hasta final de la década y en menor cantidad. Igualmente el desarrollo del programa del Su-57 se dilataba y la adquisición en gran escala se demoraba hasta después de 2020, mientras se potenciaba la adquisición de más aviones Su-35 y Su-30SM en 2015
El 1 de agosto de 2015, la Fuerza Aérea de Rusia VVS , se integra junto con las Fuerzas de Defensa Aérea PVO y las Fuerzas Espaciales KV en una nueva rama combinada de las Fuerzas Armadas de Rusia , ahora oficialmente denominada las Fuerzas Aeroespaciales VKS (en ruso:Воздушно-космические силы ВКС).
El 30 de septiembre de 2015, la Fuerza Aérea de Rusia lanzó una intervención militar en Siria , en la región de Homs . Para llevar a cabo operaciones militares en Siria se desplegó un grupo de aviación mixta de la Fuerza Aérea de Rusia. Según el representante del Ministerio de Defensa de la Federación de Rusia, Igor E. Konashenkov, incluía más de 50 aviones y helicópteros de tipos Su-24M, Su-25SM, Su-34 , Su-30SM , Mi-8 y Mi-24 acantonados en la base aérea Jm Imim de Latakia
El 24 de noviembre de 2015, durante esta intervención, la Fuerza Aérea de Turquía derribó un Sukhoi Su-24 ruso que Turquía afirmó que había entrado en su espacio aéreo. Como consecuencia en diciembre se trasladó a Siria un batallón de misiles antiaéreos S-400 y seguidamente un destacamento de aviones Su-35 llegó el 31 de enero de 2016 como defensa aérea del grupo de combate de la VKS allí destacado. Igualmente, bombarderos pesados Tu-160, Tu-22M3 y Tu-95MS de la Aviación de Largo Alcance atacaron objetivos terrestres con misiles de crucero. También helicópteros modernos Mi-28 y Ka-52 fueron a reforzar el grupo aéreo de Jimin.
A finales de 2016 el 84% de la Fuerza Aérea rusa había acumulado experiencia de combate en Siria. Desde el comienzo de la operación, la aviación ha completado 18.800 incursiones, infligido 71,000 ataques a la infraestructura de terroristas. 725 campos de entrenamiento, 405 fábricas y talleres de fabricación de municiones, 1.500 equipos militares de terroristas, 35.000 combatientes, entre ellos 204 comandantes de campo.
Bajo el mando del general Sergei Surovikin a cargo de las operaciones aéreas se logró un cambio significativo en la lucha contra terroristas y se liberó el 95% del territorio de Siria, el 11 de diciembre de 2017, se completó la fase activa de la operación militar rusa en Siria.
El 26 de septiembre de 2017 Viktor Bondarev dejó el cargo de jefe de las Fuerzas Aeroespaciales para asumir el cargo de Presidente del Comité del Consejo de Defensa y Seguridad de la Asamblea Federal de la Federación Rusa . Por decreto presidencial del 31 de octubre de 2017, el coronel general Serguéi Surovikin fue nombrado comandante en jefe de las Fuerzas Aeroespaciales de Rusia. El 28 de diciembre de 2017, el presidente ruso Vladímir Putin presentó al coronel general Surovikin con la Estrella de Oro del Héroe de la Federación de Rusia

## Estructura actual

Distritos Militares de Rusia a partir de 2015
Comando Estratégico Conjunto Norte: 45º Ejército VVSiPVO
Distrito Militar Oeste: 6º Ejército VVSiPVO
Distrito Militar Sur: 4º Ejército VVSiPVO
Distrito Militar Centro: 14º Ejército VVSiPVO
Distrito Militar Este: 11.º Ejército. VVS i PVO

La actual reforma de la Fuerza Aérea tiene como objetivo restaurar para el año 2020 la estructura tradicional de las Fuerzas Aéreas rusa y soviética, compuestas por ejércitos, divisiones, brigadas y regimientos, recuperando además las denominaciones y numeraciones históricas de las unidades en lugar de la anterior nomenclatura de tipo genérico de "Base Aérea" (AvB) y Base de Aviación de Ejército (AAB) instaurada en 2009.
Se crea un nuevo Distrito Norte como comando combinado de fuerzas aéreas, terrestres y navales, que dispone bajo el mando operativo de la Flota del Norte de todas las unidades aéreas y de defensa aérea de aquel distrito.
Los mandos principales que pasan a componer la Fuerza Aérea de Rusia son:
- Mando Central , con cuartel general en Moscú
- Mandos territoriales , un ejército combinado VVS-PVO en cada Distrito Militar
- Aviación de Largo Alcance (bombarderos estratégicos).
- Aviación de Transporte Militar (transporte estratégico).
- Enseñanza e Instrucción.

ORBAT - VVS Rusia

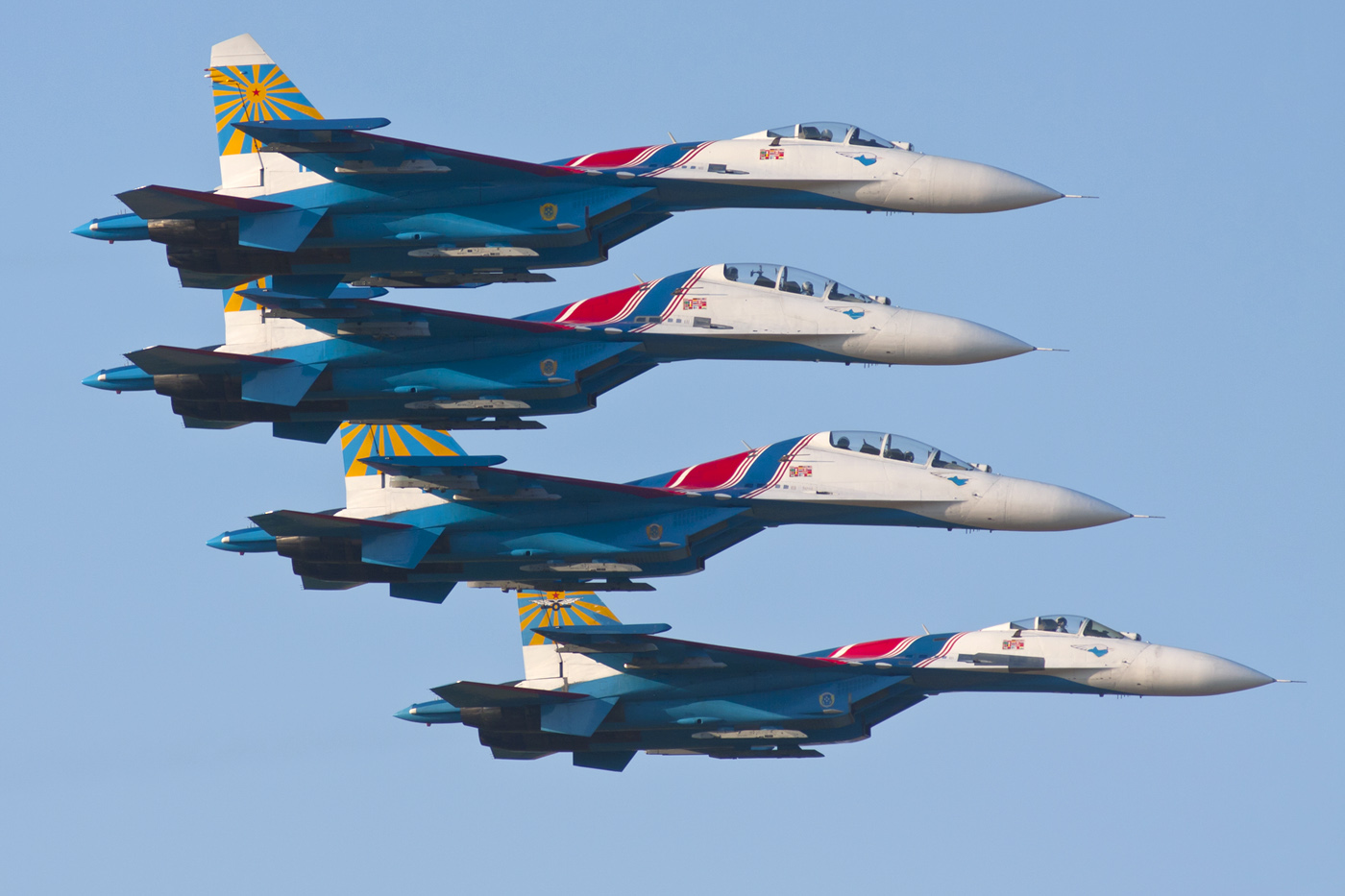
Su-27 del equipo acrobático "Caballeros de Rusia"

El orden de batalla (ORBAT) de las Fuerzas Armadas de Rusia no es publicitado por el Ministerio de Defensa ruso. 
Todos los existentes son ensayos oficiosos basados en la recopilación de las distintas noticias referidas a las unidades que van apareciendo en la prensa, foros, blogs especializados, etc.

### Comando Central de la Fuerza Aérea

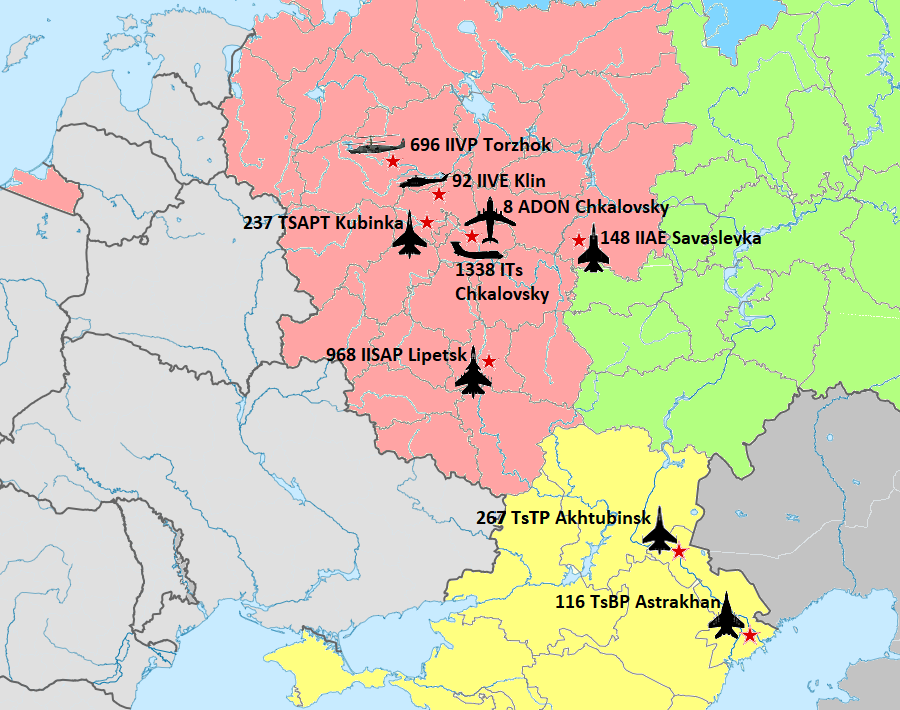
Unidades subordinadas al Comando Central

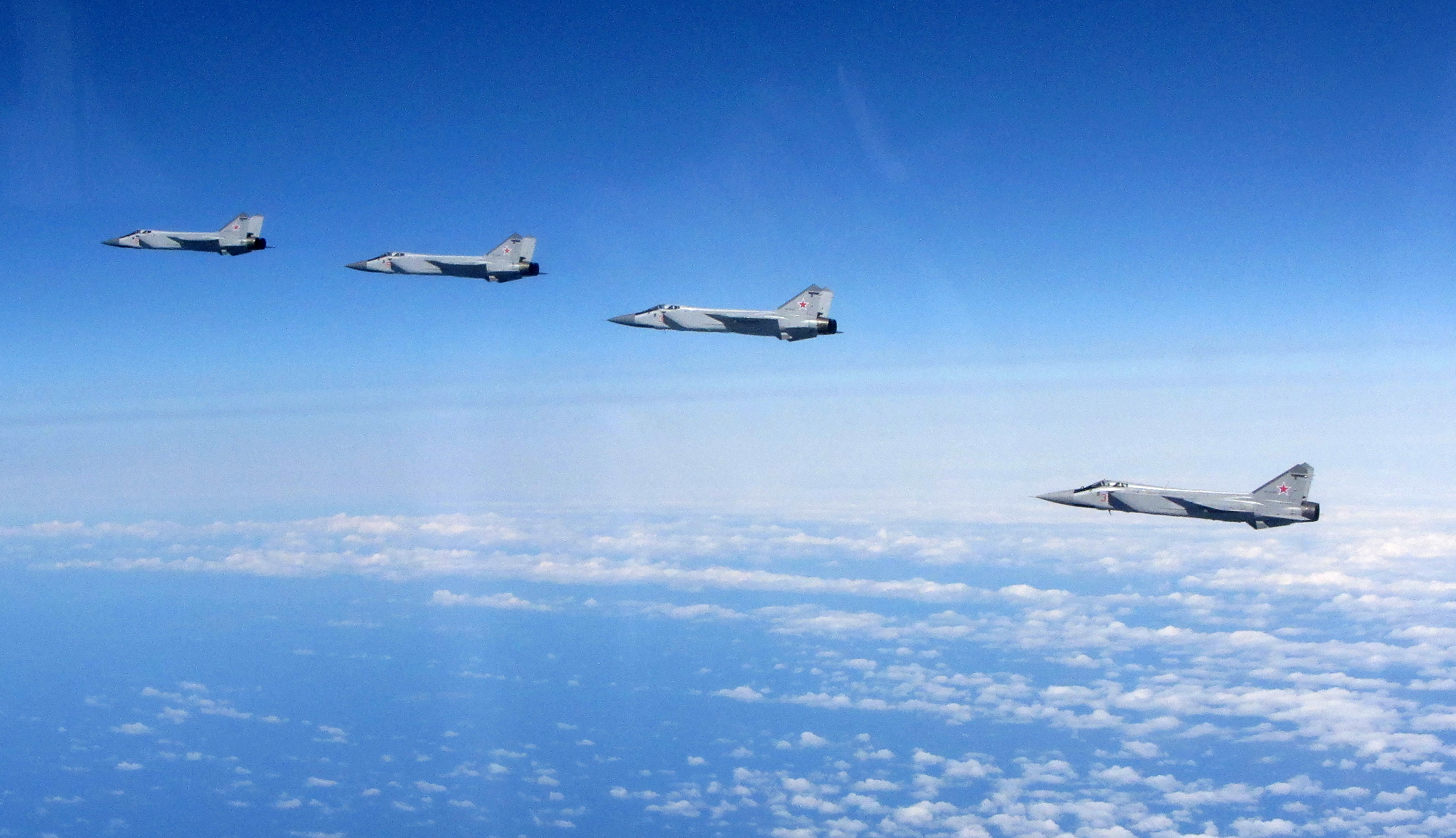
Grupo de MiG-31BM seguidos por un Typhoon de la RAF

- Cuartel General de la Fuerza Aérea (Moscú)
- 132.º Centro de comunicaciones del Comando Central: Zarya , Balashikha (Óblast de Moscú):

- 4.º TsBPiPLS Centro de conversión de pilotos de combate (Lipetsk)
  - 968.º IISAP Lípetsk: Su-57, Su-35/Su-30SM , MiG-31BM, Su-34, Su-24M/M2 , Su-25SM3/SM/BM/UB
  - 237.º TsPAT Kúbinka (Óblast de Moscú)
    - Escuadrón "Caballeros de Rusia" (ru:Русские Витязи):[35] Su-35S , Su-30SM
    - Escuadrón "Vencejos" (ru:Стрижи): MiG-29 , MiG-29UB

- 185.º TsBPiBPr , Centro de conversión de usos de combate  (Astracán)[36]
  - 116.º TsBP Astracán-Privolzhsky:[37]  MiG-29SMT/UBT ,  MiG-29S/UB
  - 42.º TsP ZRB Ashuluk (Óblast de Astracán): SAM y Targets

- 344.º TsPAPiPVI , Centro de conversión de pilotos de helicópteros[38] - Torzhok (Óblast de Tver):
  - 696.º IIVP (339.º UAB) Torzhok (Óblast de Tver): Ka-52, Mi-28N/UB, Mi-35M, Mi-26, Mi-8AMTSh/MTV-5, Ansat-U
  - 92.º IIVE Klin (Óblast de Moscú): Mi-8AMTSh , Mi-24P

- 929.º GLITs , Centro estatal de test de vuelo - Ajtúbinsk (Óblast de Astracán):[39]
  - 267.º TsTP Ajtúbinsk:[39] Su-35 , Su-30SM , MiG-31BM , MiG-29SMT/UBM , Su-34 , Su-25SM
  - 1338.º ITs Chkalovsky (Óblast de Moscú):[39] IL-976 , IL-80 , IL-82 , IL-22M , IL-20M , Tu-214R , IL-76MD
  - 395.º OIAE CRVZ Bagay Baranovska - Sennoy (Óblast de Sarátov):[40] An-72 , An-26 , Mi-24R , Mi-8R , Mi-8MT
  - 75.º OSAE Akhtubinsk:[41] An-12 , An-26 , An-72 , Tu-134 , Mi-8MTV-5 , Mi-MTV-2
  - 35.º OSAE Znamensk-Kasputin Yar (Óblast de Astracán):[42] An-72 , An-26 , Mi-8MT

- 8.º ADON (800.º AvB) , División de Aviación de Tarea Especial (CG: Shchólkovo-Chkalovsky, Óblast de Moscú):[43]
  - 354.º APON:[44] IL-76MD , An-12 , An-26 , An-72 , Mi-8AMTSh-1 , Mi-8MT , Ka-226
  - 353.º APON:[45] Il-62M , Il-18D , Tu-134AK , An-148 , L-410
  - 223.º LO:[46] Il-62M , Il-76MD, Tu-154B-2
  - SLO-ON Kubinka (Óblast de Moscú):[47] Il-20M , Tu-214ON , Tu-154 , An-30

- 4020º BRS Base de reserva, Lípetsk: Mig-29 , Mig-31 , Su-27

### Distrito Militar de Leningrado
45ºA VVS i PVO , Ejército de la Fuerza Aérea y la Defensa Aérea  (GC: San Petersburgo)
- 98º SAP Monchegorsk (Óblast de Múrmansk): MiG-31BM

- 159º IAP Petrozavodsk-Besovets  (República de Carelia):[48] Su-35

- 15º BrAA Ostrov-Veretya (Óblast de Pskov):[49] Ka-52 , Mi-28N , Mi-35M , Mi-8MTPR-1 , Mi-8MTV-5 , Mi-26

- 332º OVP Pushkin (San Petersburgo):[50]  Mi-28N , Mi-35M , Mi-8MTV-5
  - AAG Glebychevo-Pribylovo, (Óblast de Leningrado): Mi-24P , Mi-8MT (Contingente ONU)

- 33º OTSAP (ex-138) Levashovo (San Petersburgo):[51] An-12 , An-26 , An-72 , Tu-134 , Mi-8MTV-2 , Mi-26
  - 1080º AvB Gromovo (Óblast de Leningrado):[52] An-26 , Mi-8MTV-2

### Distrito Militar de Moscú

Distrito Militar de Oeste: 6º Ejército VVSiPVO
Comando Estratégico Conjunto Norte: 45.º Ejército VVSiPVO

6.ºA VVS i PVO , Ejército de la Fuerza Aérea y la Defensa Aérea  (GC: Moscú)
- 105º SAD , División Compuesta de Aviación (CG: Vorónezh)
  - 790º IAP Borisovski-Khotilovo (Óblast de Tver):[53][54] MiG-31BM, Su-35
  - 14º IAP Kursk-Jalino:[55] Su-30SM
  - 47.º BAP Vorónezh-Baltimore:[56] Su-34
  - 4º ORAE Shatalovo (Óblast de Smolensk):[57] Su-24MR , An-30

- 440º OVP (378.º AvB) Vyazma-Dvoyevka (Óblast de Smolensk):[58] Ka-52 , Mi-24P , Mi-8MTPR-1 , Mi-8MTV-5

- SAE 33 OTSAP (ex-98.º) Vladímir-Semyazino:[52] An-26 , Mi-8MTV-5

34º SAD , División Compuesta de Aviación (CG: Chkalovsk , Óblast de Kaliningrado)
- Desde diciembre de 2013, todas las unidades de la Fuerza Aérea y la Defensa Aérea del Óblast de Kaliningrado se encuadran bajo el mando operativo de la Flota del Báltico

### Distrito Militar Sur

MiG-29 de la base de Ereván ante el Monte Ararat (2016)

4ºA VVS i PVO , Ejército de la Fuerza Aérea y la Defensa Aérea (GC: Rostov del Don)
- 1.º SAD , División Compuesta de Aviación[60] (CG: Krymsk, Krai de Krasnodar)
  - 3.º IAP Krymsk (Krai de Krasnodar):[60] Su-27SM3 , Su-30M2
  - 31.º IAP Millerovo (Oblast de Rostov):[60][61] Su-30SM
  - 559.º BAP Morozovsk (Oblast de Rostov):[60][62] Su-34

- 4.º SAD , División Compuesta de Aviación[60] (CG: Marinovka, Óblast de Volgogrado) 
  - 11.º SAP Marinovka (Óblast de Volgogrado):[63]  Su-24M-SVP 24 , Su-24MR
  - 960.º ShAP Primorsko-Ajtarsk (Krai de Krasnodar):  Su-25SM , Su-25SM3

- 27.º SAD , División Compuesta de Aviación (CG: Belbek, Sebastopol)[64]
  - 38.º IAP Belbek (Sebastopol):[65] Su-27SM, Su-27P, Su-30M2
  - 37.º SAP Simferópol-Gvardeyskiy (República de Crimea):[66] Su-24M-SVP 24 , Su-25SM
  - 39.º OVP Dzhankoy (República de Crimea):[67] Ka-52 , Mi-28N , Mi-35M , Mi-8AMTSh

- 368.º ShAP Budyonnovsk (Krai de Stávropol):[60] Su-25SM , Su-25SM3

- 426.º AG (3624º AvB) Ereván-Erebuni (Armenia):[68] Ka-52 , Mi-8MT , Mi-8MTPR-1 , MiG-29S (previsto Su-30SM)

- 16.º BrAA  (546.º AvB) Zernograd (Oblast de Rostov):[69][70] Ka-52, Mi-28N , Mi-35M , Mi-8MTPR-1 , Mi-8AMTSh , Mi-26

- 55.º OVP (393.º AvB) Korenovsk (Krai de Krasnodar):[71]  Ka-52 , Mi-28N , Mi-35M , Mi-8AMTSh

- 487.º OVP (387.º AvB) Budyonnovsk (Krai de Stávropol):[72][73]  Mi-28N , Mi-35M , Mi-8MTV-1 , Mi-8MTV-5

- 30.º OTSAP (ex-535.º) Rostov del Don:[60][74] Il-20M , An-12 , An-26 , An-148 , Tu-134 , L-410 , Mi-8AMTSh

### Distrito Militar Centro
14ºA VVS i PVO , Ejército de la Fuerza Aérea y la Defensa Aérea (CG: Ekaterimburgo)
- 21.º SAD , División Compuesta de Aviación (CG: Cheliábinsk-Shagol)[76]
  - 764.º IAP Perm-Bolshoye Sávino:[77] MiG-31BM
  - 712.º IAP Kansk-Dalniy (Krai de Krasnoyarsk):[78] MiG-31BM
  - 2.º BAP Cheliábinsk-Shagol:[79] Su-34 , Su-24MR

- 999.º AvB Biskek-Kant (Kirguistán):[80][81] Su-25 , Su-25SM , Mi-8MTV-5

- 303.º OVE Dushanbe-Ayni (Tayikistán):[82][83] Mi-8MTV-5 , Mi-24P

- 17.º BrAA (48.º AvB) Kámensk-Uralsky (Óblast de Sverdlovsk):[84] Mi-24P , Mi-8MTV-5
  - AAG Uvel´skiy-Uprun (Óblast de Cheliábinsk):[84] Mi-8MTV-5 , Mi-26

- 337.º OVP (562.º AvB) Novosibirsk-Tolmachevo:[84] Mi-24P , Mi-8AMTSh

- 32.º OTSAP (ex-390.º) Ekaterimburgo-Koltsovo:[85] An-12 , An-26 , An-148 , Tu-134 , Tu-154 , L-410 , Mi-8AMTSh
  - SAE 32.º OTSAP (ex-37.º) Novosibirsk-Tolmachevo: An-12 , An-26 , Tu-134 , Mi-8AMTSh
  - SAE 32.º OTSAP Aeropuerto de Kyzyl (República de Tuva):[86] An-26 , Mi-8AMTSh
  - APSO 32.º OTSAP (ex-11.º) Bratsk (Krai de Krasnoyarsk):  An-26 , Mi-8MT

### Distrito Militar Este
11ºA VVS i PVO , Ejército de la Fuerza Aérea y la Defensa Aérea (CG: Jabárovsk)
- 303º SAD , División Compuesta de Aviación[87] (CG: Khurba-Komsomolsk del Amur, Krai de Jabárovsk)
  - 22º IAP Vladivostok-Tsentralnaya Uglovaya (Krai de Primorie):[88] Su-35 , MiG-31BM
  - 23º IAP Komsomolsk del Amur-Dzemgi (Krai de Jabárovsk):[89] Su-35
  - 277º BAP Komsomolsk del Amur-Khurba (Krai de Jabárovsk):[90] Su-34
  - 18º ShAP Chernigovka (Krai de Primorie):[91] Su-25SM

- 120° IAP Domna (Krai de Zabaikalie):[92] Su-30SM

- 266º ShAP Olovyannaya-Step (Krai de Zabaikalie):[93]  Su-25

- 799º ORAE Varfolomeyevka (Krai de Primorie): Su-24MR

- 18º BrAA (573.º AvB) Jabárovsk-Terek:[94] Ka-52 , Mi-8AMTSh , Mi-8MTPR-1 , Mi-26  
  - OVO 18º BrAA (ex 101.º) Iturup-Burevestnik (Islas Kuriles, Óblast de Sajalín): Mi-8AMTSh
  - APSO 18º BrAA  Anadyr-Ugolny (Distrito autónomo de Chukotka):[95] Mi-8AMTSh-VA

- 112º OVP (412.º AvB) Chitá-Cheryomushki (Krai de Zabaikalie):[96] Mi-24P , Mi-8AMTSh

- 575º OVP Chernigovka (Krai de Primorie):[91] Ka-52 , Mi-8AMTSh

- 35º OTSAP (ex-257.º) Jabárovsk-Terek: Il-20M , An-12 , An-26 , Tu-134 , Tu-154
  - SAE 35º OTSAP (ex-329.º) Klyuchi de Kamchatka (Krai de Kamchatka):[97] An-12 , An-26 , Mi-8MT

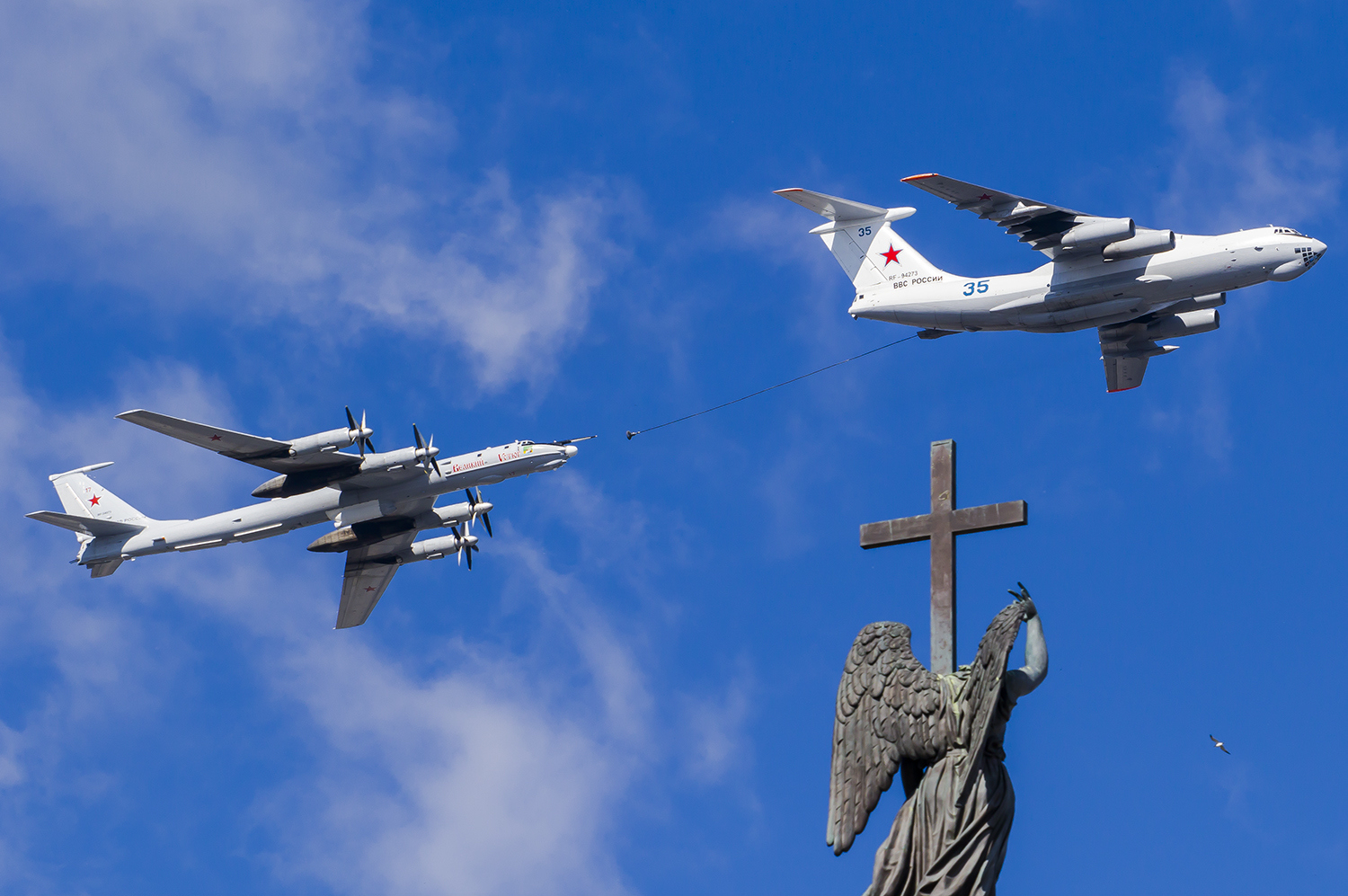
Il-78M y Tu-142MR sobre San Petersburgo

### Aviación de Largo Alcance (DA)
- KDA Comando de la Aviación de Largo Alcance, Engels (Óblast de Sarátov)
- 22º TBAD , División de Bombarderos Pesados (CG: Engels - Óblast de Sarátov):
  - 121ª TBAP Engels (Óblast de Sarátov):[98][99]  Tu-160M, Tu-95MS
  - 52.º TBAP Shaykovka (Óblast de Kaluga):[100] Tu-22M3
  - 40.º SAP Olenya (Óblast de Múrmansk):[101]  Tu-22M3, An-12 , Mi-8MTV-2

- 326º TBAD . División de Bombarderos Pesados (CG: Cheryshev-2, Ukrainka, Óblast de Amur):[102]
  - 182º TBAP Cheryshev-Ukrainka (Óblast de Amur): Tu-95MS
  - 200º TBAP Belaya (Óblast de Irkutsk): Tu-22M3, An-12 , An-26 , An-30
  - 199º AvB Tiksi (República de Sajá):[103]  Mi-26 , Mi-8AMTSh-VA
- 44.º OAPON Savasleyka (Óblast de Nizni Nóvgorod):[104]  MiG-31K

- 43.º TsB PiLS-DA , Centro de conversión de pilotos de la Aviación de Largo Alcance - (Riazán)[105]
  - 1º ITVAE Riazán-Dyagilev:[105] Tu-22M3 , Tu-95MS , Il-78
  - 27º SAP Tambov-Dinariy:[106] An-12 , An-26 , Tu-134UBL
  - 203º OAPS Riazán-Dyagilev:[107] Il-78 , Il-78M

### Aviación de Transporte Militar (VTA)

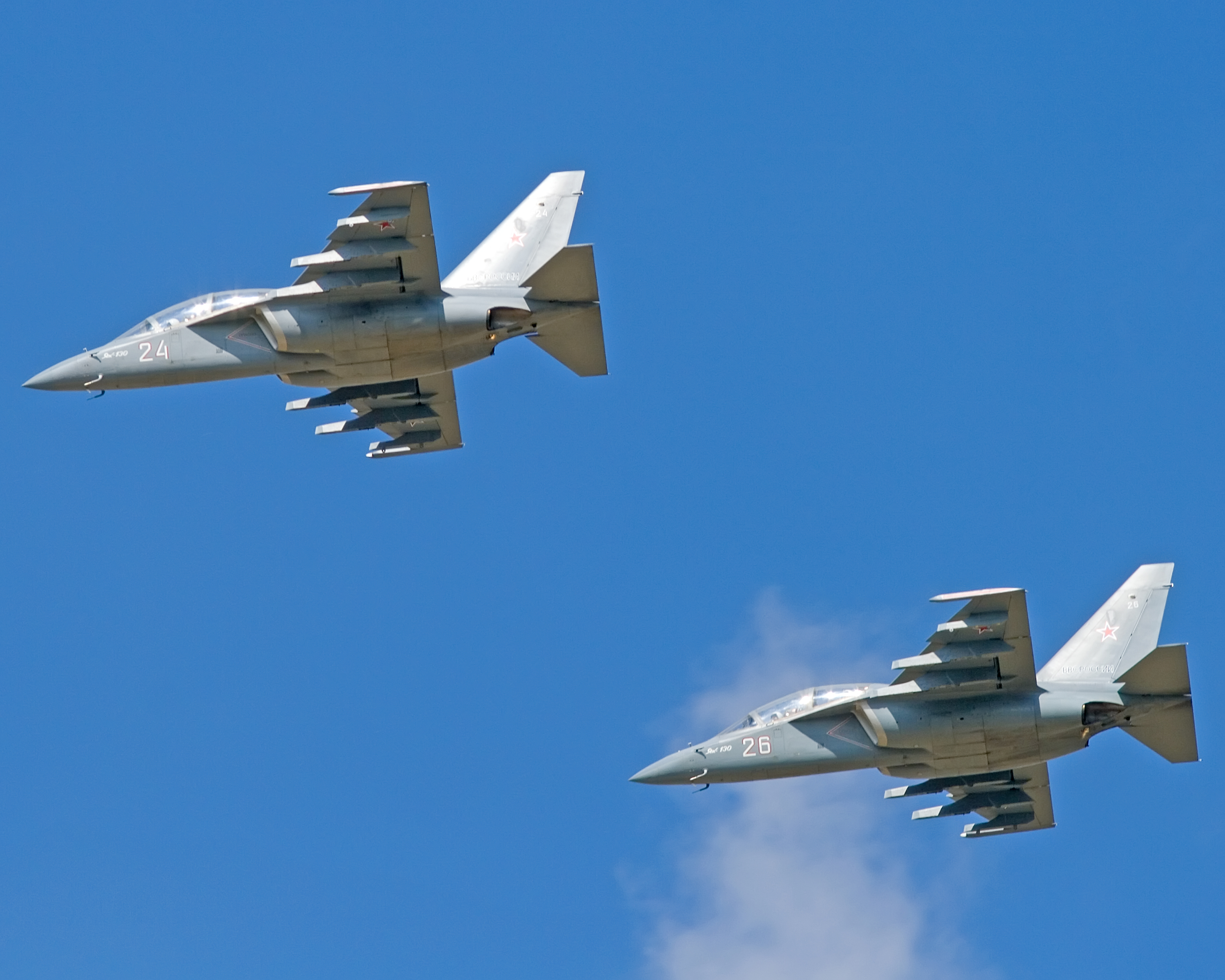
Yak-130 del Centro de Instrucción de Borisoglebsk

- KVTA Comando de la Aviación de Transporte Militar, Tver-Migalovo: Tu-134, An-12, An-26

- 12º VTAD , División de Transporte Militar (CG: Tver-Migalovo)[108]
  - 81º VTAP Ivánovo-Severnyy:[109] Il-76M, Il-76MD-M, An-2T
  - 196º VTAP Tver-Migalovo:[108][110] IL-76MD, An-22A
  - 334º VTAP Pskov-Kresty: IL-76MD, An-2T
  - 566º VTAP Seshcha (Óblast de Briansk):[111] An-124-100
    - VTAE 566º VTAP (ex-110º OVATAE) Tula-Klókovo:[112] An-2T
    - VTAE 566º VTAP (ex-58º OVTAE) Riazán-Diáguilevo:[113] An-26, An-2T, Mi-8AMTSh
    - VTAE 566º VTAP Plesetsk (Óblast de Arkhangel'sk): An-26, Mi-8MTV-5

- 18º VTAD , División de Transporte Militar (CG: Orenburg)[114]
  - 708º VTAP Taganrog-Tsentralnaya (Oblast de Rostov):[114] IL-76MD, An-2T
  - 600º VTAP Ulan Ude (Buriatia)::[115] Il-76MD, An-2T
  - 235º VTAP Ulyanovsk-Vostochny:[116] IL-476, An-2T
  - 117º VTAP Orenburg:[114] IL-76MD, IL-22PP
    - TAE 117º VTAP (ex-105.º OVTAE) Omsk-Severnyy:[117] An-26, An-72, An-2T

- 610º TsBPiLS-VTA , Centro de conversión de pilotos de la Aviación de Transporte Militar - (Ivanovo)[118]
  - 1º IVTAE:[119] IL-476, Il-76MD, An-26, Mi-8MTV-5
  - 144.º OAP SDRL Ivánovo-Severnyy:[118] A-50, A-50U, IL-22M

### Educación e Instrucción
KVVAUL , Escuela Superior de Vuelo de Krasnodar (CG: Krasnodar)
- 797º UAP (195º UAB) Kushchóvskaya (Krai de Krasnodar): Su-27UB , MiG-29UB , Su-25UB , Yak-130
- 627º UAP (192º UAB) Tijoretsk (Krai de Krasnodar): L-39
- 704º UAP (213º UAB)  Kotelnikovo (Óblast de Volgogrado): Yak-130

- 783º UTsB PiLS , Centro de instrucción - Armavir
  - 713º UAP (200º UAB) Armavir (Krai de Krasnodar):  Yak-130
  - 761º UAP (272º UAB) Maikop-Janskaya (Krai de Krasnodar):[123] L-39

- 786º UTsB PiLS , Centro instrucción - Borisoglebsk[124]
  - 160º UAP (209º UAB) Borisoglebsk (Óblast de Vorónezh):[124] Yak-130
  - 644º UAP (219º UAB) Michurinsk (Óblast de Tambov):[125] L-39

- 785º UTsB PiLS , Centro de instrucción de Aviación de Larga distancia - Balashov
  - 606º UAP (217º UAB) Balashov (Óblast de Sarátov):[126] An-26 , DA42T
  - 666º UAP (205º UAB) Rtíshchevo (Óblast de Sarátov): L-410

VUNTS , Centro educativo y científico militar de la Fuerza Aérea "N.Ye.Zhukovsky y Yu.A.Gagarin" (Vorónezh)
- VAIU , Universidad de Ingeniería Aeronáutica de Vorónezh: Su-34 , Su-27 , Su-25 , Tu-22 , Tu.95 , Il-76

- ChVVAUL , Escuela Superior de Navegantes de Cheliábinsk: 
  - 604.º UAP (221º UAB) Cheliábinsk-Shagol: Tu-134Sh , An-26Sh

- SVAI , Instituto de Aviación Militar de Syzran[128] (Óblast de Samara)
  - 484º UVP (339º UAB)  Syzran (Óblast de Samara):[129] Mi-24 , Mi-8MT
  - 626º UVP Pugachov (Óblast de Sarátov):[130] Mi-8MT
  - 131º UVP Sarátov-Sokol:[129] Ansat-U , Ka-226

## Personal
El personal de servicio de la Fuerza Aérea de Rusia se ha ido reduciendo con las continuas reducciones de tamaño. En 1997 la Fuerza Aérea tenía 210.000 militares y en 1998 unos 186.000, de los cuales unos 10.000 eran pilotos. Ese año se fusionó con la Fuerza de Defensa Aérea (PVO) contando con una fuerza combinada de 320.000 militares que se recortaron en cerca de 130.000 , quedando unos 192.000.
EN 2009 se volvió a reducir el tamaño de la Fuerza Aérea que entonces era de 186.000. Según las estimaciones de expertos, a partir de 2012, el número de personal de la Fuerza Aérea de Rusia es de aproximadamente 148,000

### Educación e instrucción
Durante la reforma, el sistema de entrenamiento de la Fuerza Aérea también ha experimentado transformaciones significativas. El 1 de septiembre de 2008, dos instituciones educativas militares líderes de la Fuerza Aérea, la Academia de la Fuerza Aérea nombrada después de Yu A. Gagarin (Mónino, Región de Moscú) y la Academia de Ingeniería de la Fuerza Aérea nombrada Profesor N. Zhukovsky (Moscú) se unieron en una sola estructura: La Academia de la Fuerza Aérea que lleva los nombres del Profesor N. Ye. Zhukovsky y Yu. A. Gagarin, que ahora reside en Vorónezh.
La preparación de vuelo de la Fuerza Aérea finalmente se centraliza dentro de la Escuela Superior de Vuelo de Krasnodar (KAUL)
Las instituciones educativas que forman especialistas para la Fuerza Aérea de Rusia (desde noviembre de 2015):
- VANS VVS "Academia de la Fuerza Aérea con el nombre del Profesor NE Zhukovsky y Yuri A. Gagarin" Vorónezh
- KAUL Escuela Superior de Vuelo de Krasnodar
- TsV VANISh Escuela Superior de Navegantes de Chelíabinsk
- SVAI Instituto de Aviación Militar de Syzran (Óblast de Tver)

### Entrenamiento
A finales de 2003, el teniente general Viktor Nikolayevich Sokerin, renunciando al cargo, describió la situación en la Fuerza Aérea en ese momento:
"Las Fuerzas Armadas está experimentando la desintegración incontrolada de su aviación de combate ... Los regimientos aéreos están compuestos por oficiales que, durante cinco años, solo tuvieron unas pocas horas de vuelo, principalmente con un instructor. Sólo el 3 por ciento de los pilotos de la 1ª y 2ª clases tienen una edad menor de 36 años y sólo el 1 por ciento de los navegantes primera clase son menores de 40 años. El 60 por ciento de los comandantes de escuadrón tienen más de 35 años, la mitad de ellos son mayores de 40 años. Como vemos, la edad de los especialistas de primera clase ha aumentado en 10-15 años y continúa creciendo. Después de 5 años, no habrá nadie para enviar a la batalla, ya que prácticamente todos los pilotos de primera clase se retirarán.".
De acuerdo con los resultados de 2006 el tiempo promedio de vuelo en la Fuerza Aérea Rusa fue de 40 horas (para los pilotos jóvenes, el tiempo promedio de vuelo es de 80 horas).Los indicadores de vuelo depende del tipo de aviación.En la aviación de transporte militar, eran 60 horas, mientras que en la aviación de combate y de primera línea era de unas 25 horas. En comparación, en el mismo año, este indicador en los EE. UU. era 189, Francia 180, Rumania 120 horas.
En 2007, como resultado del incremento de suministro de combustible y de intensificar la formación de combate, el promedio anual aumentó los indicadores: En la aviación de largo alcance fue de 80-100 horas, en la Defensa Aérea, unas 55 horas. Los pilotos jóvenes a menudo tienen una instrucción de más de 100 horas.
En 2011, según las cifras oficiales de la Fuerza Aérea de Rusia, el índice promedio de las tripulaciones de la Fuerza Aérea de Rusia aumentó en casi un 18% en comparación con el primer semestre de 2010 y ascendió a más de 50 horas. El promedio de tiempo de vuelo de la Fuerza Aérea para el graduado de la Academia de Vuelo en 2010 fue de 42 horas, que es un 12% más en comparación con la carrera de los graduados de 2009 en el mismo período. De acuerdo con los datos oficiales del Ministerio de Defensa de Rusia, el índice promedio en un piloto de aviación de combate de la Fuerza Aérea Rusa creció de 2008 de 70-80 horas a 110 y 130 horas estaban planificadas en 2012. La instrucción para los pilotos jóvenes en 2012 era superior a 100 horas.
En 2013, el tiempo promedio de vuelo de un joven piloto en la Fuerza Aérea de Rusia fue de 112 horas. En 2016, el tiempo promedio de vuelo de los pilotos fue de cercano a 100 horas/año en la aviación de combate y más de 120 horas/año en el Transporte Militar. Deficiencia de pilotos militares: 1300 personas.

## Aeronaves
La Fuerza Aérea de Rusia heredó de la URSS una enorme cantidad de aeronaves de todo tipo. 
De la Fuerza de Defensa Aérea (PVO) interceptores MiG-31, Su-27, MiG-25, MiG-23, Su-15 etc. y de la Aviación Frontal cazas polivalentes MiG-29, caza bombarderos Su-24, MiG-27, Su-17, aviones de asalto Su-25, de reconocimiento MiG-25RB, Su-24MR, An-30, de entrenamiento L-39, y muchos otros.
Además de bombarderos estratégicos Tu-160, Tu-95, Tu-22, Tu-16 y aviones de transporte de todo tipo An-124, An-22, Il-76, An-12, An-26 etc.
Esta enorme cantidad de aeronaves no podía ser operada por Rusia, lo que precipitó que en los primeros años se dieran de baja los modelos más antiguos: MiG-23, MiG-25, Su-15, Su-17, MiG-27 , Tu-16... quedando solo en servicio versiones recientes, producidas durante los años 80 fundamentalmente en el caso de los aviones de combate.

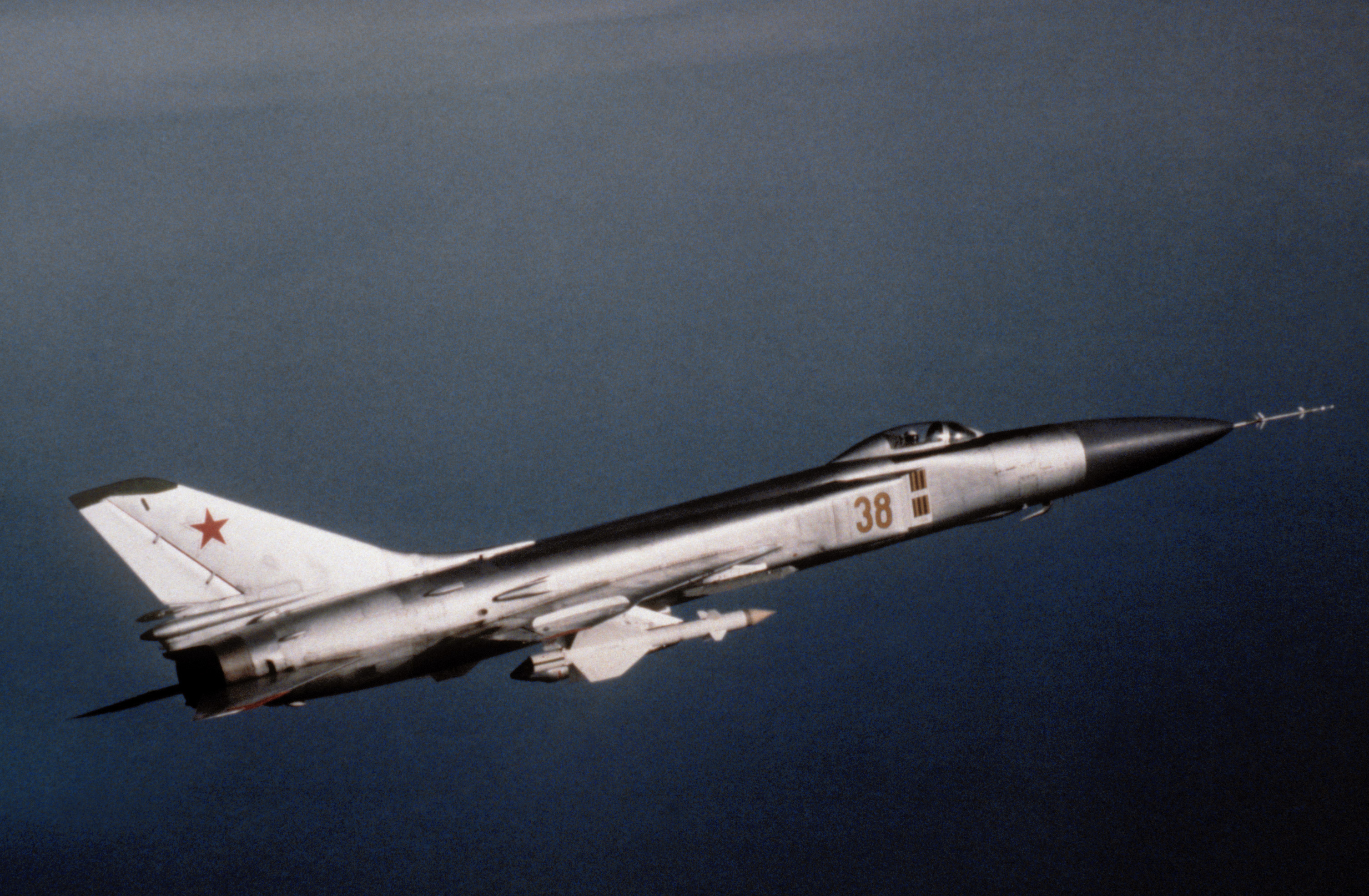
Su-15 retirado en 1992
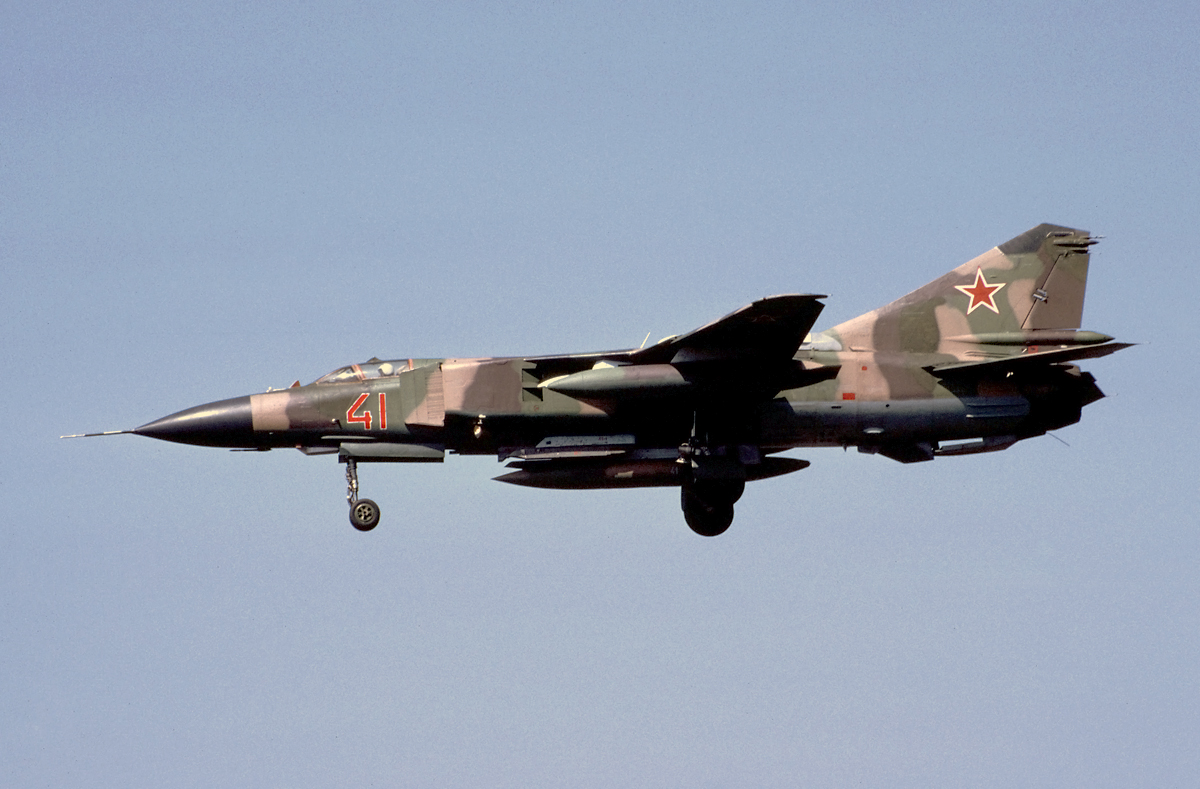
MiG-23 retirado en 1994
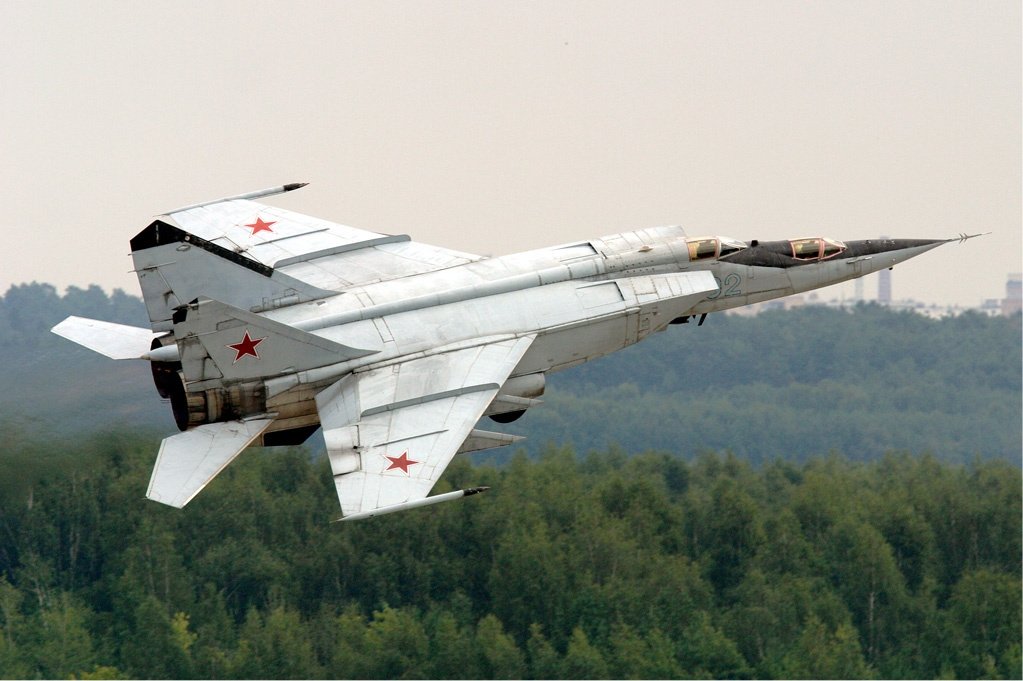
MiG-25 retirado en 1994
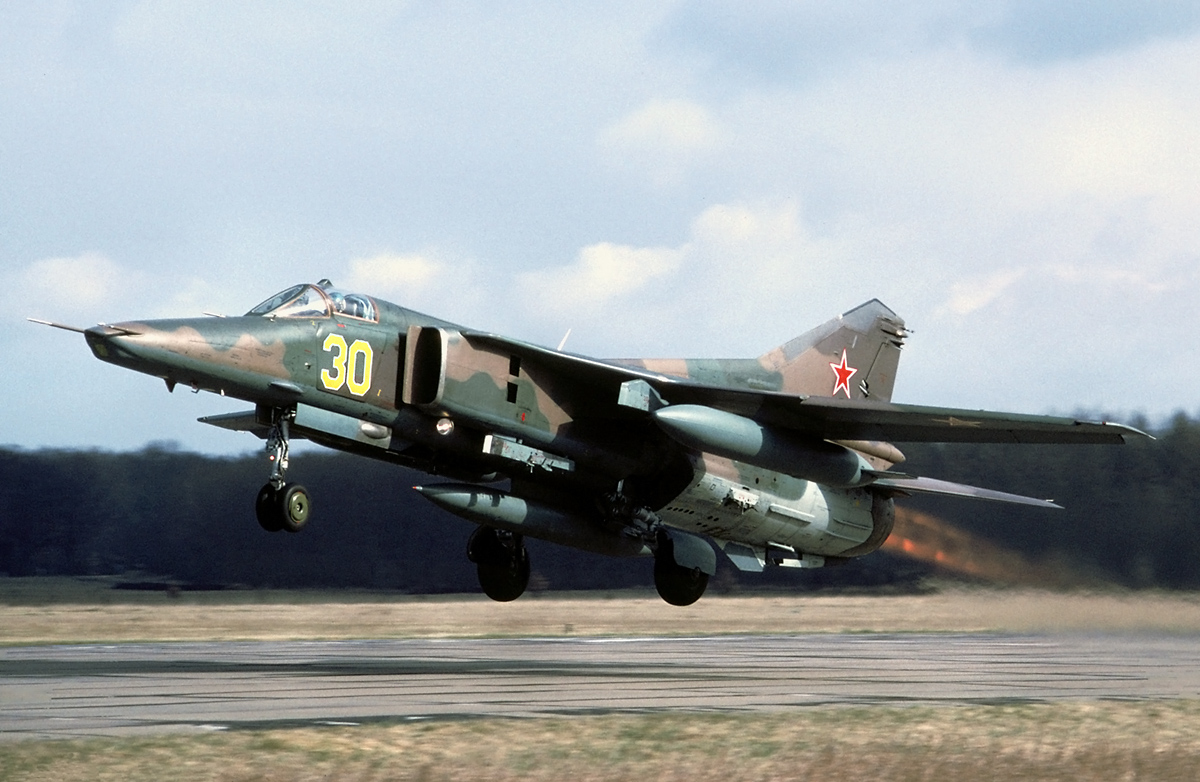
MiG-27 D retirado en 1993
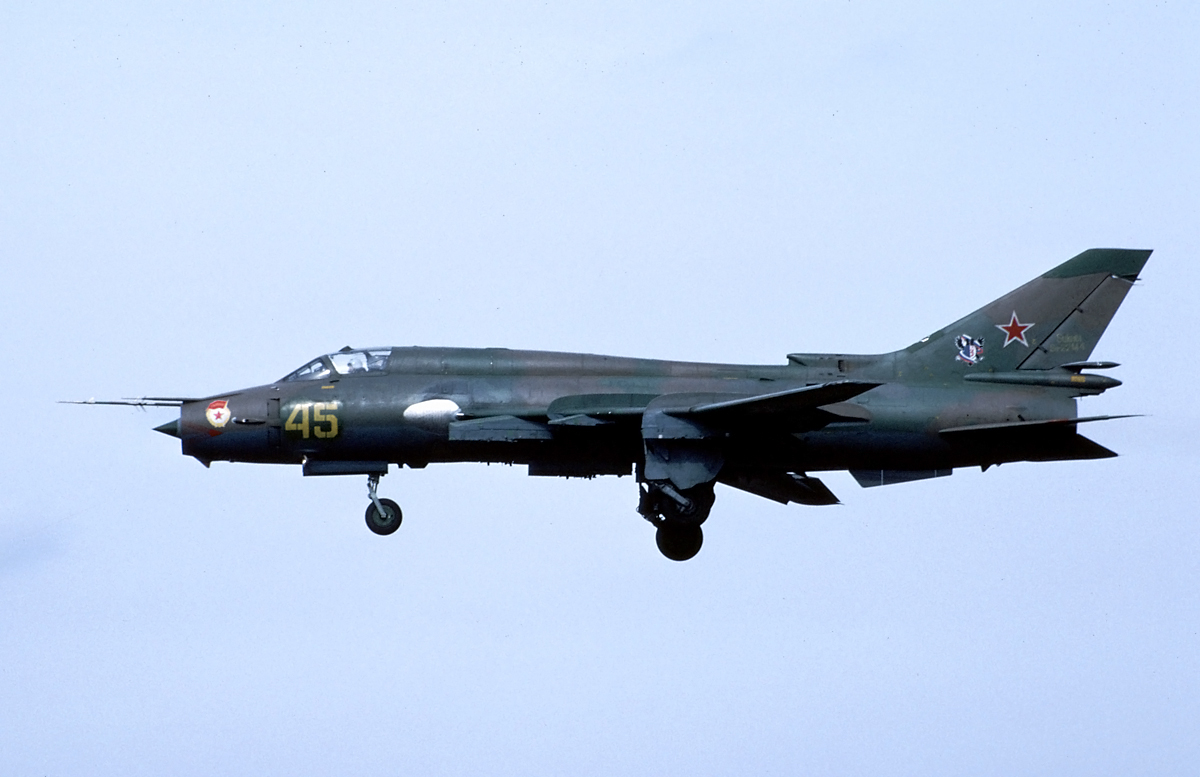
Su-17 Retirado en 1992
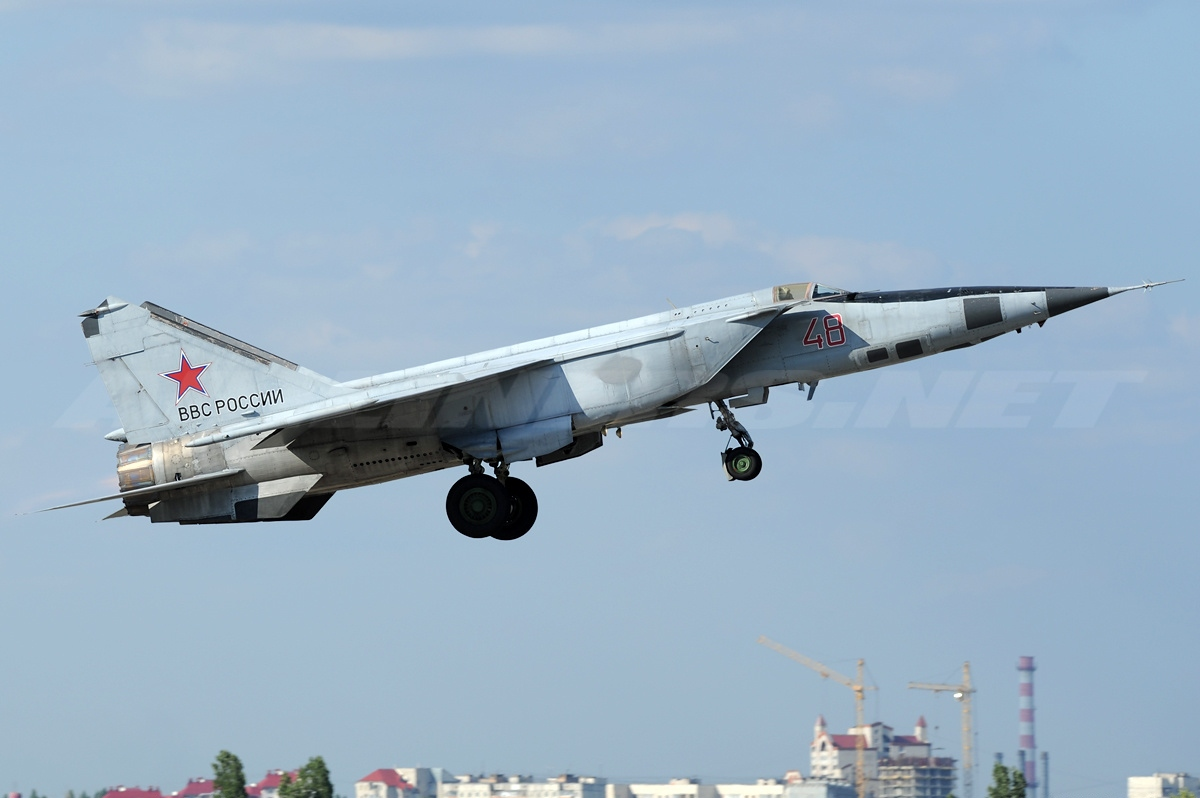
MiG-25RB (reconocimiento) retirado en 2009
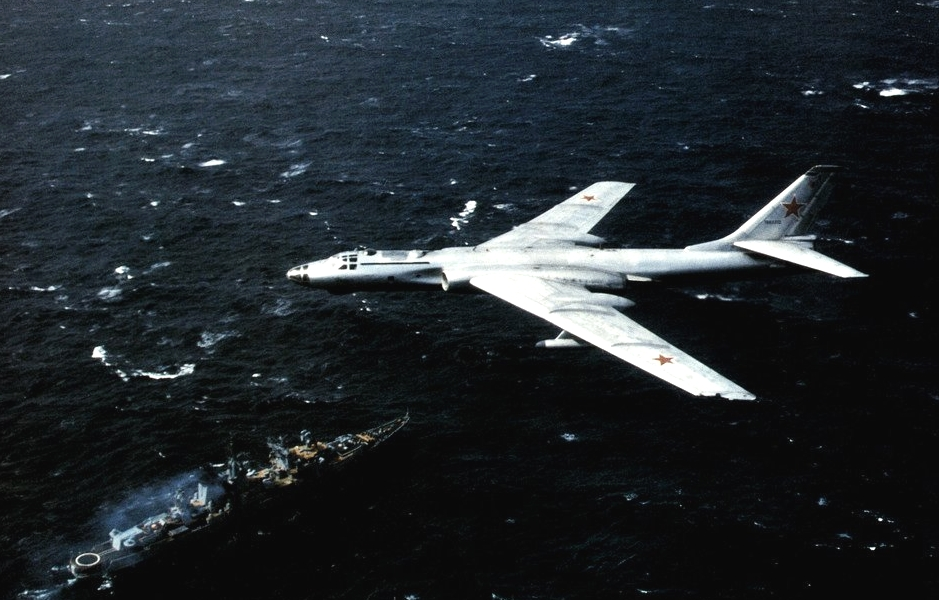
Tu-16 Badger retirado en 1992

Durante década y media las nuevas incorporaciones de aeronaves quedaron suspendidas y los programas de desarrollo de nuevas aeronaves casi detenidos, solo produciéndose algunas modernizaciones en cantidades escasas a mediados de la década del 2000: Su-27SM, Su-25SM, Su-24M2
El primer programa que Rusia puso en marcha después de la caída de la URSS fue el Su-34, después de más de 15 años de desarrollo, incorporándose 2 Su-34 al inventario a finales de 2006 y totalizando 5 en 2009. Además se incorporó un regimiento de MiG-29SMT devuelto por Argelia en 2009 y se contrató un escuadrón de Su-27SM3 procedente de los remanentes de KnAAPO del contrato chino de Su-27SK

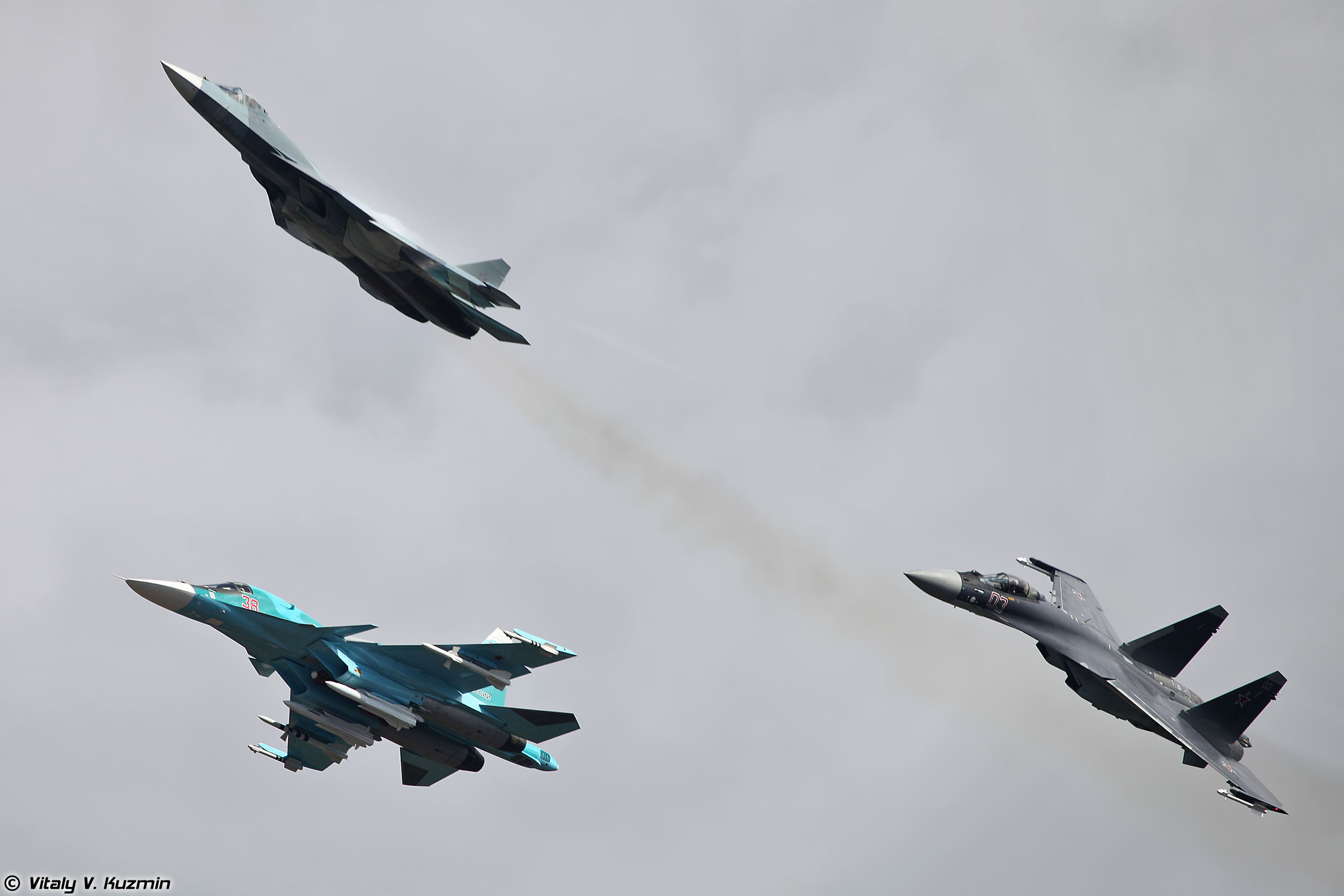
Su-57, Su-35 y Su-34 MAKS2015

En los periodos 2011-2015 y 2016-2020 se lanzan planes estatales de armamento que incluyen los siguientes programas para el reemplazo o modernización de los aviones de fabricación soviética:
- Su-27S/P a reemplazar por Su-35S
- Su-27UB a reemplazar por Su-30SM en los escuadrones de Su-35S y Su-30M2 como entrenador de combate
- MiG-29 a reemplazar por Su-30SM en los regimientos existentes (Domna, Millerovo, Kursk)
- Su-24 a reemplazar por Su-34
- L-39 a reemplazar por Yak-130
- Modernización para toda la flota de MiG-31 y de Su-25 hasta 2020, quedando su reemplazo para después de 2025
- Modernización de toda la flota de Tu-160 hasta 2020 y después empezar el reemplazo del Tu-95 por el Tu-160M2
- Los bombarderos Tu-22M3 serán sustituidos por el Sukhoi PAK FA
- Modernización de toda la flota de An-124-100 hasta 2020
- Los aviones de transporte Il-76 serán sustituidos a largo plazo por Il-476 (Il-76MD-90A) o modernizados a Il-76MD-M
- Los aviones de reabastecimiento serán Il-478 (Il-78M-90A) y los AWACS los Beriev A-100 y los A-50U modernizados

### Inventario actual
Las Fuerzas Aéreas de Rusia operan alrededor de 4.000 aeronaves de todos los tipos, entre ellos Cazas, Bombarderos, Transportes, Cisternas y Helicópteros de todo tipo, posicionándose como la segunda mayor Fuerza Aérea del mundo detrás de la Fuerza Aérea de Estados Unidos y por delante de la Fuerza Aérea de la República Popular China.
El Ministerio de defensa de Rusia mantiene silencio sobre el número y estado de su equipamiento militar, siendo todas las estimaciones periodísticas sobre el número de aeronaves, aproximaciones a partir de los datos conocidos de contratos y gastos en defensa en el caso de las aeronaves nuevas.
El siguiente listado de las cantidades de aeronaves está basado, en datos reales obtenidos a partir de fotografías de aviones en vuelo, sus números de registro (matrícula) y sus números de serie conocidos (Reg.), recopilados en bases de datos de webs de fotografías de aeronaves, blogs y foros especializados en la aviación militar rusa.
| Aeronave                    | Fotografía                                     | Fabricación           | Misión                                           | Versión                                 | En servicio     | Comentarios                                                            | Reg.            |
| Aviones de caza             | Aviones de caza                                | Aviones de caza       | Aviones de caza                                  | Aviones de caza                         | Aviones de caza | Aviones de caza                                                        | Aviones de caza |
| --------------------------- | ---------------------------------------------- | --------------------- | ------------------------------------------------ | --------------------------------------- | --------------- | ---------------------------------------------------------------------- | --------------- |
| Mikoyan MiG-31              |                                                | Unión Soviética       | Interceptor de largo alcance                     | MiG-31BM                                | 247-300 +       |                                                                        |                 |
| Sukhoi Su-57 (PAK-FA)       |                                                | Rusia                 | Caza de superioridad aérea                       | Su-57                                   | 29+             | 76 ordenados hasta 2028                                                |                 |
| Sukhoi Su-35                |                                                | Rusia                 | Caza de superioridad aérea                       | Su-35S                                  | 120             | 128 ordenados para 2024                                                | [ 151 ]         |
| Sukhoi Su-27                |                                                | Rusia Unión Soviética | Caza de superioridad aérea                       | Su-27SM3Su-27SMSu-27P/UB                | 422             |                                                                        | [ 153 ]         |
| Sukhoi Su-30                |                                                | Rusia                 | Caza polivalente                                 | Su-30SMSu-30SM2                         | 91              |                                                                        | [ 154 ]         |
| Sukhoi Su-30                |                                                | Rusia                 | Caza polivalente Entrenador de combate           | Su-30M2                                 | 19+             | 20 recibidos , 1 perdido                                               | [ 154 ]         |
| Mikoyan MiG-29              |                                                | Rusia Unión Soviética | Caza polivalente                                 | MiG-29SMT / UBTMiG-29S / UB             | 256-291+        | [ 157 ]                                                                |                 |
|                             |                                                |                       |                                                  | Total cazas                             | 1194+           |                                                                        |                 |
| Aviones de ataque a tierra  |                                                |                       |                                                  |                                         |                 |                                                                        |                 |
| Sukhoi Su-34                |                                                | Rusia                 | Cazabombardero                                   | Su-34                                   | 163+            |                                                                        |                 |
| Sukhoi Su-24                |                                                | Unión Soviética       | Cazabombardero                                   | Su-24M/M2Su-24MR                        | 264             |                                                                        | [ 177 ]         |
| Sukhoi Su-25                |                                                | Unión Soviética       | Avión de asalto aéreo                            | Su-25                                   | ~132            |                                                                        |                 |
|                             |                                                |                       |                                                  | Total ataque a tierra                   | ~559            |                                                                        |                 |
| Bombarderos estratégicos    |                                                |                       |                                                  |                                         |                 |                                                                        |                 |
| Tupolev Tu-160              |                                                | Unión Soviética       | Bombardero estratégico                           | Tu-160                                  | 22+             | Se añadirán dos Tu-160M más en 2022, Se añadirán 4 TU-160M más en 2023 |                 |
| Tupolev Tu-22M3             |                                                | Unión Soviética       | Bombardero estratégico                           | Tu-22M3                                 | ~53             | Modernización Tu-22M3M para 2030 50 en reserva                         | [ 180 ]         |
| Tupolev Tu-95MS             |                                                | Unión Soviética       | Bombardero estratégico                           | Tu-95MS                                 | ~39             | Modernización Tu-95MSM para 2030                                       | [ 181 ]         |
| Mikoyan MiG-31              |                                                | Unión Soviética       | Portador misiles hipersonicos                    | MiG-31K                                 | 24              |                                                                        |                 |
|                             |                                                |                       |                                                  | Total bombarderos                       | ~ 143           |                                                                        |                 |
| Mando y vigilancia          |                                                |                       |                                                  |                                         |                 |                                                                        |                 |
| Ilyushin Il-80              |                                                | Unión Soviética       | Puesto de mando                                  | Il-80 (Il-86VPK)                        | 3               | 1 en reserva                                                           | [ 182 ]         |
| Ilyushin Il-82              |                                                | Unión Soviética       | Puesto de mando                                  | Il-82 (Il-76VPK)                        | 2               |                                                                        | [ 183 ]         |
| Ilyushin Il-18              |                                                | Unión Soviética       | Puesto de mando                                  | Il-22MIl-22                             | 142             | + 4 en la Marina                                                       | [ 184 ]         |
| Ilyushin Il-18              |                                                | Unión Soviética       | Guerra electrónica                               | Il-22PP                                 | 3               |                                                                        | [ 184 ]         |
| Ilyushin Il-18              |                                                | Unión Soviética       | Reconocimiento ELINT                             | Il-20M                                  | 9               |                                                                        | [ 184 ]         |
| Tupolev Tu-214              |                                                | Rusia                 | Reconocimiento ELINTRecon. "cielos abiertos"     | Tu-214PTu-214OHTu-214PU-SBUS            | 2               |                                                                        | [ 185 ]         |
| Antonov An-30               |                                                | Unión Soviética       | Reconocimiento                                   | An-30B                                  | 15              |                                                                        | [ 186 ]         |
|                             |                                                |                       |                                                  | Total mando/vigilancia                  | 54              |                                                                        |                 |
| Alerta y Control            |                                                |                       |                                                  |                                         |                 |                                                                        |                 |
| Beriev A-50                 |                                                | Unión Soviética       | Alerta y control aerotransportado                | Beriev A-50U                            | 21              |                                                                        | [ 187 ]         |
|                             |                                                |                       |                                                  | Total alerta y control                  | 21              |                                                                        |                 |
| Reabastecimiento en vuelo   |                                                |                       |                                                  |                                         |                 |                                                                        |                 |
| Ilyushin Il-78              |                                                | Unión Soviética       | Avión cisterna                                   | IL-78MIl-78                             | 128             | 2 Il-78 en reserva                                                     | [ 183 ]         |
|                             |                                                |                       |                                                  | Total reabastecimiento                  | 20              |                                                                        |                 |
| Transporte Militar          |                                                |                       |                                                  |                                         |                 |                                                                        |                 |
| Antonov An-124              |                                                | Unión Soviética       | Transporte super pesado                          | An-124-100                              | 14              | Contrato modernización 22 10 An-124 reserva                            | [ 188 ]         |
| Ilyushin Il-76              |                                                | Rusia                 | Transporte pesado                                | IL-76MD-90A                             | 18              | Contrato 39 IL-76MD-90A para 2025                                      | [ 183 ]         |
| Ilyushin Il-76              |                                                | Unión Soviética       | Transporte pesado                                | IL-76MD-M IL-76MD IL-76M                | 100             | Modernización 41 IL-76MD-M para 2025                                   | [ 183 ]         |
| Antonov An-12               |                                                | Unión Soviética       | Transporte medio                                 | An-12BK                                 | 50              | +5 en la Marina                                                        | [ 189 ]         |
| Antonov An-26               | Antonov An-26..., Russia - Air Force AN1552245 | Unión Soviética       | Transporte ligero                                | An-26                                   | ~120            | + 25 en la Marina                                                      | [ 190 ]         |
| Antonov An-72               |                                                | Unión Soviética       | Transporte ligero                                | An-72                                   | ~35             | + 6 en la Marina                                                       | [ 191 ]         |
|                             |                                                |                       |                                                  | Total transporte militar                | ~ 348           |                                                                        |                 |
| Transporte de personal      |                                                |                       |                                                  |                                         |                 |                                                                        |                 |
| Ilyushin Il-62              |                                                | Unión Soviética       | Transporte de personal                           | Il-62M                                  | 8               | ADON                                                                   | [ 192 ]         |
| Ilyushin Il-18              |                                                | Unión Soviética       | Transporte de personal                           | Il-18D                                  | 8               | ADON                                                                   | [ 184 ]         |
| Tupolev Tu-154              |                                                | Unión Soviética       | Transporte de personal                           | Tu-154M Tu-154B-2                       | 18              | 223 LO                                                                 | [ 193 ]         |
| Tupolev Tu-134              |                                                | Unión Soviética       | Transporte de personal                           | Tu-134AK Tu-134UB-L Tu-134Sh            | 56              | ADON Centro de Tambov Centro de Cheliábinsk                            | [ 194 ]         |
| Antonov An-148              |                                                | Rusia                 | Transporte de personal                           | An-148                                  | 15              | ADON                                                                   | [ 195 ]         |
| Antonov An-140              |                                                | Rusia                 | Transporte de personal                           | An-140                                  | 5               | + 4 en la Marina                                                       | [ 196 ]         |
| Let L-410                   |                                                | Checoslovaquia        | Transporte de personal                           | L-410UVP-E20 L-410UVP-E3                | 32              | Levashovo,Koltsovo,Rostov,ADON Centro de Rtíshchevo                    | [ 197 ]         |
|                             |                                                |                       |                                                  | Total                                   | 226             |                                                                        |                 |
| Instrucción                 |                                                |                       |                                                  |                                         |                 |                                                                        |                 |
| Yakolev Yak-130             |                                                | Rusia                 | Avión de instrucción                             | Yak-130                                 | 109             | 113 recibidos de 134 4 perdidos                                        |                 |
| Aero L-39                   |                                                | Checoslovaquia        | Avión de instrucción                             | L-39                                    | ~150            |                                                                        |                 |
| Diamond DA42T               |                                                | Austria               | Avión de instrucción                             | DA42T                                   | 20              | Centro de Balashov                                                     |                 |
|                             |                                                |                       |                                                  | Total instrucción                       | ~280            |                                                                        |                 |
| Helicópteros de ataque      |                                                |                       |                                                  |                                         |                 |                                                                        |                 |
| Kamov Ka-52                 |                                                | Rusia                 | Helicóptero de ataque                            | Ka-52                                   | 135             |                                                                        | [ 198 ]         |
| Mil Mi-28                   |                                                | Rusia                 | Helicóptero de ataque                            | Mi-28NMi-28UB                           | 9219            | [ 199 ]                                                                | [ 200 ]         |
| Mi-35                       |                                                | Rusia                 | Helicóptero de ataque                            | Mi-35M                                  | 65 (2019)       |                                                                        | [ 201 ]         |
| Mil Mi-24                   |                                                | Unión Soviética       | Helicóptero de ataque                            | Mi-24P                                  | 323             |                                                                        |                 |
|                             |                                                |                       |                                                  | Total ataque                            | ~629            |                                                                        |                 |
| Helicópteros de transporte  |                                                |                       |                                                  |                                         |                 |                                                                        |                 |
| Mil Mi-26                   |                                                | Rusia                 | Helicóptero de transporte                        | Mil Mi-26                               | 40              |                                                                        | [ 202 ]         |
| Mil Mi-8                    |                                                | Rusia                 | Helicóptero de transporte                        | Mi-8AMTShMi-8MTV-5Mi-8MTPR-1 (EW)Mi-8MT | 21816122~150    | ~550 en total                                                          | [ 203 ]         |
|                             |                                                |                       |                                                  | Total transporte                        | ~580            |                                                                        |                 |
| Helicópteros de instrucción |                                                |                       |                                                  |                                         |                 |                                                                        |                 |
| Kazan Ansat                 |                                                | Rusia                 | Helicóptero de instrucción                       | Ansat-U                                 | 50              | [ 204 ]                                                                | [ 205 ]         |
| Kamov Ka-226                |                                                | Rusia                 | Helicóptero utilitarioHelicóptero de instrucción | Ka-226                                  | 40              |                                                                        | [ 206 ] [ 207 ] |
|                             |                                                |                       |                                                  | Total instrucción                       | 90              |                                                                        |                 |
|                             |                                                |                       |                                                  | Total de aeronaves                      | ~4000           |                                                                        |                 |

### Programas en desarrollo
| Aeronave              | Fotografía | País de origen | Tipo                              | Versión             | Estado                 | Comentarios                                                                |
| --------------------- | ---------- | -------------- | --------------------------------- | ------------------- | ---------------------- | -------------------------------------------------------------------------- |
| Mikoyan MiG-35        |            | Rusia          | Caza polivalente                  | MiG-35              | 8                      | 2 prototipos y 6 aviones para test                                         |
| Tu-160M               |            | Rusia          | Bombardero estratégico            | Tu-160M2            | 1 prototipo en pruebas | Reemplazo para el Tu-95MS a partir de 2021 Firmado contrato de 10 unidades |
| Beriev A-100          |            | Rusia          | Alerta y control aerotransportado | A-100               | 1 prototipo en pruebas | Se espera contrato para 18 aviones                                         |
| Il-76MD-90A           |            | Rusia          | Avión cisterna / Transporte       | Il-478 (Il-78M-90A) | 1 prototipo en pruebas | Contrato para 31 aviones                                                   |
| Il-96-400             |            | Rusia          | Avión cisterna                    | Il-96-400TZ         | 1 prototipo            | Contratados 2 prototipos Programa suspendido en 2017                       |
| Ilyushin Il-112       |            | Rusia          | Transporte ligero                 | Il-112V             | 2 prototipos           | Reemplazo del An-26 y An-72 Primer vuelo programado fin 2018               |
| KB SAT SR-10          |            | Rusia          | Instrucción de vuelo básica       | SR-10               | 2 prototipos           |                                                                            |
| Yakovlev Yak-152      |            | Rusia          | Instrucción de vuelo básica       | Yak-152             | 4 prototipos           |                                                                            |
| Kamov Ka-60           |            | Rusia          | Helicóptero de transporte         | Ka-60               | 2 prototipos           | [ 210 ]                                                                    |
| MiL-Mi-38             |            | Rusia          | Helicóptero mutipropósito         | Mi-38               | 4 prototipos           |                                                                            |
| Programas en proyecto |            |                |                                   |                     |                        |                                                                            |
| Ilyushin Il-276       |            | Rusia          | Transporte medio                  | Il-276              | En proyecto            | Reemplazo del An-12                                                        |
| PAK-TA                |            | Rusia          | Transporte super pesado           | Ilyushin PAK-TA     | En proyecto            | Reemplazo del transporte estratégico 2030                                  |
| PAK DA                |            | Rusia          | Bombardero estratégico            | Sukhoi PAK-DA       | En proyecto            | Reemplazo del Tu-22M3 a partir de 2030                                     |
| PAK-DP                |            | Rusia          | Interceptor de largo alcance      | MiG-41              | En proyecto            | Reemplazo del MiG-31BM a partir de 2030                                    |
| PAK-ShA               |            | Rusia          | Avión de asalto aéreo             | PAK-ShA             | En proyecto            | Reemplazo del Su-25 a partir de 2030                                       |

### Marcas de identificación
La marca de identificación de la Fuerza Aérea de Rusia es una estrella roja con un borde blanco y rojo similar a la Fuerza Aérea de la URSS del modelo de 1943, pero a una escala menor fue aprobada el 25 de enero de 2013. Los mismos signos son utilizados por la Fuerza Aérea de Bielorrusia.
Antes de eso, la bandera roja con el borde en los colores del tricolor ruso era la marca de reconocimiento de la aviación militar rusa desde 2010.  El intento de adoptar un nuevo símbolo en 2009 como oficial encontró resistencia del Consejo de la Federación.  En julio de 2009, se adoptó una enmienda al Código Aéreo que autoriza al propio Ministerio de Defensa a establecer una marca de identificación para la aviación militar.
El 4 de marzo de 2010, el gobierno de Rusia aprobó las estrellas con bordes repitiendo los colores de la bandera nacional. Además, el mismo decreto estableció el signo de la propiedad estatal de las aeronaves de la aviación de la policía y los servicios de aduanas: una imagen estilizada de la Bandera del Estado de la Federación de Rusia.
Sin embargo, a principios de 2013, el nuevo ministro de Defensa Sergei Shoigu a propuesta del comandante en jefe, decidió devolver las estrellas rojas del modelo de la Fuerza Aérea de la URSS como insignias aéreas de la propiedad estatal de las aeronaves. La única diferencia es que ahora serán una vez y media menos que los soviéticos. Como la razón para el reemplazo, un oficial no identificado del Ministerio de Defensa afirmó que "las brillantes estrellas tricolores desenmascaran con fuerza aviones y helicópteros".

Escarapela de la aviación Imperial Imperial de Rusia 1910-1918
Escarapela de la Aviación del Ejercito Rojo 1918-1943
Escarapela de la Fuerza Aérea de la URSS 1943-1991 y de Rusia desde 1991-2010
Escarapela de la Fuerza Aérea de Rusia entre Marzo de 2010
Identificación de las aeronaves del Ministerio de Interior y de la Guardia de Fronteras

Las aeronaves de la Fuerza Aérea de Rusia se identifican por llevar: 
- La Estrella Roja en la cola a ambos lados.
- El número de registro de la aviación estatal tipo RF-00000
- La inscripción "VVS Rusia" , acrónimo de Fuerza Aérea Militar de Rusia (en ruso: ВВС РОССИЯ)

## Rangos e insignias
|         |      |                 |          |                |            |         |               |                 |          |                |         |       |                  |         |               |                  |                 |                     |                   |  |  |
| Soldado | Cabo | Sargento Junior | Sargento | Sargento Mayor | Suboficial | Alférez | Alférez Mayor | Teniente Junior | Teniente | Teniente Mayor | Capitán | Mayor | Teniente Coronel | Coronel | Mayor General | Teniente General | Coronel General | General de Ejército | Mariscal de Rusia |  |  |
|         |      |                 |          |                |            |         |               |                 |          |                |         |       |                  |         |               |                  |                 |                     |                   |  |  |

Bandera de la VVS desde 2004
Bandera anterior
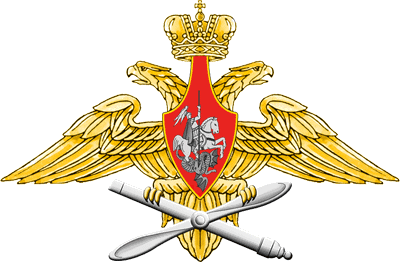
Emblema medio de la Fuerza Aérea.
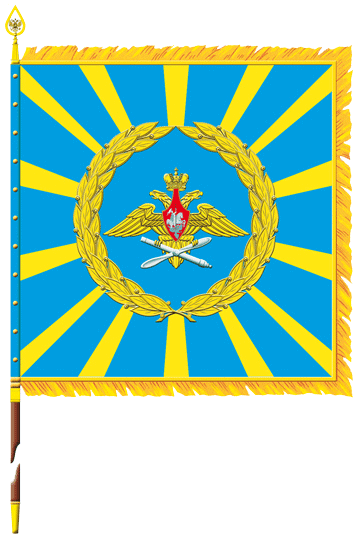
Estandarte del Comandante en jefe de la Fuerza Aérea.
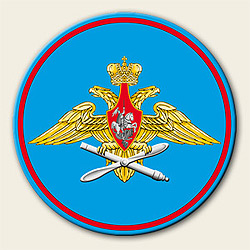
Charretera de la Fuerza Aérea.
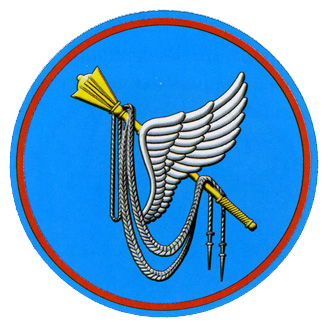
Charretera del Comando Central desde 2005.